# かぐや様は告らせたい〜天才たちの恋愛頭脳戦〜
『かぐや様は告らせたい〜天才たちの恋愛頭脳戦〜』（かぐやさまはこくらせたい てんさいたちのれんあいずのうせん）は、赤坂アカによる日本の漫画。『ミラクルジャンプ』（集英社）において2015年6月号から2016年2月号まで連載され、掲載誌を『週刊ヤングジャンプ』（集英社）に移し、同年17号から2022年49号まで連載された。通称は「かぐや様」。
スピンオフ作品として、『となりのヤングジャンプ』上で2018年6月14日から2020年6月25日まで連載された茶菓山しん太作画の『かぐや様は告らせたい 同人版』、『週刊ヤングジャンプ』2018年34号から2022年49号まで連載されたG3井田作画の『かぐや様を語りたい』がある。また本編を原作とするアニメーションおよび実写作品がそれぞれ製作されている。
2020年1月、第65回小学館漫画賞一般向け部門を受賞した。全世界でのシリーズ累計発行部数は、2025年4月時点で2400万部を突破している。

## 概要
名門校・秀知院学園の生徒会を舞台に、副会長・四宮かぐやと生徒会長・白銀御行が"恋愛頭脳戦"を繰り広げる新感覚ラブコメ。
だが連載が進むうちに“恋愛頭脳戦”描写および展開は減っていき、作者の赤坂も「正直『天才たちの恋愛頭脳戦』の看板はそろそろ外すべきではないだろうか」と公言していた。
その後かぐやと白銀の交際が始まったことで、単行本16巻カバー裏などに擬人化された『かぐや様は告らせたい』と『天才たちの恋愛頭脳戦』の双方が死亡するという描写がなされた。
世界観として『竹取物語が実在した世界線』といった設定があるほか、同じく赤坂サカが原作を務める『ib インスタントバレット』『【推しの子】』とは世界観を共有しており、登場人物にも血縁関係がある。設定面で同二作では「魂の保存による転生の概念が存在する」設定が共通しており、本作でも同様の概念がある可能性も示唆している（赤坂は仮定として有り得るかも知れない設定として説明している）。

## あらすじ
将来を期待された秀才達の集う名門校・秀知院学園（しゅうちいんがくえん）。その生徒会のメンバーである副会長・四宮かぐやと生徒会長・白銀御行はお互いに惹かれ合っているものの、高すぎるプライドが邪魔をして半年が経っても告白することが出来ない。素直になれない二人は、いつしか自分から告白することを「負け」と捉え、「どう相手に告らせるか」ばかりを考えるようになる。
そして映画のチケットや連絡先交換などをめぐり、書記・藤原千花を交えて権謀術数の限りを尽くした“恋愛頭脳戦”を繰り広げる。またパリの姉妹校との交流会や会計・石上優の登場、風邪を引いたかぐやのお見舞いなどを経て夏休みを迎える。
男と女の夏休み編（5巻）
夏休みの終わりに、生徒会で花火大会に行くと決まる。だがそれまで一切進展がなく、また花火大会もかぐやは家の反対で行けなくなる。だがかぐやは近侍・早坂愛の手引きで家を抜け出し、白銀はかぐやを見つけ出して花火を見せた。
そして二学期に入り、白銀の誕生日や月見を経て、第67期生徒会が解散する。そして白銀はかぐやの懇願を受け、再び生徒会選挙に立候補すると決意する。
波乱の選挙編（7巻）
一年生から風紀委員・伊井野ミコが立候補するが、伊井野は選挙当日の演説で緊張から喋れなくなる。そこへ白銀が助け船を出したことで、接戦となるも僅差で白銀が当選する。そして新たに伊井野を会計監査に加え、第68期生徒会が発足する。
その後かぐやと白銀は密室にでキス寸前まで行き、後日かぐやは白銀に触れられ倒れてしまう。また伊井野ミコは生徒会での出来事を断片的に見たことで数々の誤解を生む。
勝利と敗北の体育祭編（9巻）
体育祭を前に石上は赤組の応援団に加入、体育祭で石上は急遽対抗リレーのアンカーを任されるも、自身の失敗を思い出し立ち竦む。だか白銀に励まされて追い上げるも僅差で敗れる。だが応援団の仲間に励まされ、結局体育祭は赤組の勝利に終わる。
その後白銀が誤って合コンに参加しそこで早坂と遭遇、またかぐやのガラケーが壊れスマホに買い換える。一方石上は体育祭を経て元応援団副団長・子安つばめに思いを寄せる。また白銀は飛び級でスタンフォード大学に合格、別れの時が近づく中、白銀は文化祭までに告白されなければ自分から告白すると決意する。
文化祭と二つの告白編（13巻 - 14巻）
そして秀知院文化祭・奉心祭が開催。石上はつばめをデートに誘い、無自覚に告白してしまう。そして二日目、奉心祭の象徴でもあるハートの風船が全て消え、キャンプファイアーが行われる中白銀が姿を消す。かぐやは白銀を見つけ出すと、白銀はハートの風船がキャンプファイアーの熱で舞い上がる様を見せて間接的に思いを伝える。そして共に海外留学するよう告げ、かぐやは白銀とキスをする。
ファーストキッスは終わらない（15巻）
かぐやはその後、脳の疲労から一時精神退行を起こす。戻った後、かぐやは互いに心を隠さない関係を望み自身のありのままを見せようとする。だが白銀は普段と異なるかぐやに困惑し、その対応に疲労し倒れてしまう。そしてクリスマスイブにはかぐやと白銀が藤原家でのパーティーに参加、そこで二人は揉めてそこから逃げ出すも、和解し再びキスをする。
NEW　GAME編（16巻）
同じ日、石上と伊井野はつばめにパーティーに招待される。解散後、つばめは石上と付き合えない代わりに体を許そうとするが、石上はそれを断る。そして石上は階段でふらつき落ちてしまうも伊井野がそれを庇う。だが代わりに伊井野が腕を骨折してしまい、それ以降石上は伊井野に優しく接するようになる。一方かぐやと白銀はデートに行き、そこでとうとう付き合いはじめる。そして冬休みを経て新学期が始まる。
石上は白銀のアドバイスを受けて子安に「告らせる」べく自分磨きを始め、つばめをデートに誘うことに成功する。また早坂は近侍となって以来四宮本家にかぐやの情報を流し続けていたが、罪悪感に耐えかねて修学旅行を前に辞任することを決める。
修学旅行編（18巻 - 19巻）
修学旅行の道中、早坂はかぐやに近侍を辞任することを伝える。また早坂はかぐやの情報をねらう四宮家三男・雲鷹に追われ、白銀を頼り旅行先の京都を逃げ回る。だが追い詰められ捕まりかけるも、かぐやが早坂を庇ったことで雲鷹は早坂を開放した。その後早坂は事後処理の為に修学旅行を離脱、かぐやと白銀は修学旅行を満喫した。
同じ頃、石上はと東京スカイツリーへデートに行く。一方、伊井野は文化祭などを経て徐々に石上に思いを寄せるようになる。その後バレンタインや石上と藤原の誕生日を経て、つばめら3年生の卒業式が行われる。そこで石上はつばめに告白するも、つばめは石上を恋愛対象として見ることが出来ずに振り、その後も友達でいるよう頼む。春休みに入り、かぐやは引越し前の白銀宅に来訪する。そしてかぐやは白銀に、四宮家長男・黄光によりかぐやの海外留学を止められ、白銀の父の会社を奪われたと明かす。
その後かぐやと白銀は3年生に進級し同じクラスとなる。そこへ四宮家と敵対する四条家長男・四条帝が転校してくる。そしてかぐやは白銀の新居に来訪、そこで2人は男女の関係となる。一方伊井野は石上への思いを自覚し、アプローチをかけるようになる。その後パリの姉妹校との交流会が行われるが、翌日四宮かぐやは秀知院から姿を消した。
最終章・『かぐや様は告らせたい』（24巻 - 26巻）
四宮家当主・雁庵が重体となった隙を四条が突き抗争となり、次期当主の黄光はかぐやと帝の縁談により和解を目論む。そのために白銀を10億円の手切れ金でかぐやと別れさせるが、白銀はその金でかぐやの救出を図る。そして生徒会総出でかぐや奪還作戦を展開、雁庵の遺言書を手に入れ黄光との交渉に成功する。だが雲鷹は納得せずかぐやの持つ遺言書の強奪を図るも、白銀がヘリでかぐやを救い出す。そして白銀はかぐやに告白し、二人は再び付き合うことになる。
その後、遺言書は4兄妹の交渉の上で廃棄となり、かぐやは四条との和解を果たす。そして白銀は父の会社を復興する為、秀知院を中退し海外へと旅立った。その後夏休みを経て生徒会選挙が行われ、伊井野が当選し生徒会長となる。そして石上を副会長に加え第69期生徒会が発足、二人は恋愛頭脳戦を繰り広げる。そして白銀やかぐやの卒業式でこの物語は幕を閉じる。

## 登場人物
登場人物の名前は『竹取物語（かぐや姫）』から取られていると公式ファンブックで明かされている。
声はテレビアニメの声優、演は実写映画の俳優。

### 秀知院学園

#### 高等部生徒会
四宮 かぐや（しのみや かぐや）
声 - 古賀葵 / 演 - 橋本環奈
本作の主人公の一人。高等部2年A組→3年A組の女子。生徒会副会長。弓道部に所属しており、実力は全国大会レベル。合気道初段。柔道二段。1月1日生まれ。AB型。
総資産200兆円を誇る巨大財閥『四宮グループ』の令嬢であり、エリカからは「2年の姫君」と評された容姿端麗な美少女。妾の子で、異母兄が3人いる。一人称は「私」。
長めの黒髪を後ろで纏めており、リボンの色にはバリエーションがある。矯正されているが左利きで、力は左手の方が強い。聴覚過敏で、大きい音が苦手。胸の大きさは控えめで、千花の大きな胸に対しては複雑な心境を抱く。
その血筋の良さから、勉学はもとより、芸事・音楽・武芸など何をやらせても高いレベルでこなせる「万能型の天才」である。かなり嫉妬深い性格をしており、白銀と千花が親しくしているさまを見て、親友のはずの千花と心中で一方的に絶交したこともある。
四宮家の教育の影響で、他者の気持ちが理解できず、無意識に他人を見下したり、利用価値の有無を真っ先に考えたりしているが、本人はそうした自分の性格を嫌っている。中等部から高等部入学当初（秀知院学園は中高一貫校）は人を寄せつけず刺々しい雰囲気を漂わせていたが、生徒会に入ったことを機に「人に好かれる努力」をして社交性を会得した。基本的に利己主義的な考えの持ち主であるが、困っている子供には手を差し伸べてあげるなど心優しい一面も持ち合わせている。また、自分のルールや宣言したことは決して曲げない人間性を持つ。
四宮家の本邸は京都にあるが、泉岳寺にある四宮別邸に住んでいる。普段の身の回りの世話はハウスキーパーが行い、学校への送り迎えには専用車を使用、食事は三ツ星ホテルでスカウトされたプロの料理人が作る、財布には現金10万円とブラックカードを常備など、かなり浮世離れした生活を送る筋金入りの箱入り娘である。そのため、世間知らずで世俗に疎いところがあり、庶民的な物事に憧れる一面もある。基本的にITオンチのアナログ人間で、携帯電話は幼稚園から同一のガラケーを愛用していたが、作中で破損してしまったためスマートフォンに買い替えている。
白銀には好意を抱いているものの、持ち前のプライドの高さから素直になることが出来ず、また白銀の優しい面にコンプレックスがあり、自身の性格の悪さが受け入れられないのではないかという不安から、白銀の方から告白をさせるべく策を講じるようになるが、それが恋愛感情だとは頑として認めていなかった。白銀の受け答えについて、幅広いケースに合わせて想定したマニュアルを作成している。「敗北も処世術のうち」という考えから、勝負事においても本気を出すことはあまりないが、勉学においては全力を尽くしても白銀に勝てず、打倒白銀に執念を燃やしている。白銀への想いが嵩じて倒れ、救急車で運ばれる事態にまで発展したため、右手を左頬に当てることで即座に冷静さを取り戻すというルーティーンを習得した。
恋というものが何であるかはまだよく理解していないが、周囲からは恋愛の達人と見られており、女生徒から恋愛相談を持ちかけられることもある。性に関する情報を極端に制限されて育てられており、「初体験」とはキスの経験の事だと思っていたり、下ネタへの耐性が極端に低かったりしたが、独学や周囲の人間の影響もあり、徐々に性知識を蓄えている。
情緒不安定な面があり、多重人格に近いほど異なった様子をみせることがあるほか、かぐやの脳内ではそれらの面が頭脳（内）戦と称して討議するなど、それぞれがやりとりを行う場面も描かれている。
妾の子であり、その母もかぐやを生んですぐ亡くなったことから、四宮家での立場は弱い。また、幼少期に秘密にするという約束で仲のいい子にこの話をしたが、それが漏れていたという経験から、以後特定の相手に「秘密」の話をし、ある期間が空いた後にそれが漏れていなければ友人と認めるという試験を行うようになっている。
「お可愛いこと…」と見下すように呟くかぐやの姿が頻繁に登場するが、大部分は白銀の想像である。また、かぐやの側でも、白銀に弱みを見せた場合に「お可愛い奴め」などと言われることを想像する場面がある。
実写版では橋本環奈が演じているが、作中でも白銀に「例えるならそう、橋本●奈位美人だな!!〔ママ〕」と評されている。
かぐや（氷）
かぐやのロジカルな面が強調された状態。束縛への従順、感情の抑制、人生への失望、他者への恐怖、攻撃性それらの象徴である。
かつてはこの氷が主に表面化していたが、千花や白銀との出会いによって表面化する事は減り、現在は不安やストレス、悩みごとがあったり、生理不順の時にのみ表面化するようになる。普段のかぐやとは外見が大きく異なっており、ロングヘアーで表情の変化に乏しい。中等部時代のあだ名である「氷のかぐや姫」から来ており、四宮家の帝王学を実践する、非情で近づき難い性格のため、氷のかぐや姫時代には千花以外の人間は寄り付かないような状況だった。柏木曰く「普段の100倍賢い」。
その非情さというのも他人との違いから想いを汲み取れない不器用さに起因しており、自身の人間性に強いコンプレックスを抱き、自己嫌悪が非常に強く繊細と、抑え込んでいる感情がストレートに現れている。
かぐや（アホ）
抑圧された環境下で切り捨てていた内面の一部が強調された状態。安心感や嬉しいことがあったときや風邪をひいた時に強く表面化する。知能が低く頭に花を生やしている。本来、人間が健全な成長過程で会得するべきものだが、教育方針の中でいらないものと放棄されていた。生徒会メンバーとの交流を得て再発見され、氷かぐやからは新参者呼ばわりされている。氷かぐやの天才思考の邪魔をする。
かぐやちゃん
千花いわくハッピー6割・現実逃避4割・睡眠不足という条件を全て満たしたときにのみ現れる「レアかぐや」。千花も3回しか見たことがない。人格はかぐや（アホ）。作中では極端にデフォルメされた姿で描かれる。
かぐや（幼）
頭脳（内）戦で裁判長を務める。
白銀 御行（しろがね みゆき）
声 - 古川慎、大地葉（幼少期） / 演 - 平野紫耀
本作の主人公の一人。高等部2年B組→3年A組の男子。生徒会会長。前生徒会庶務。9月9日生まれ。O型。
父親と妹の三人暮らしで、父は白銀にそっくりの容貌、妹は同学園の中等部に通っている。一人称は「俺」。
髪の色は明るいが単なる漫画的表現であり、純日本人である。長時間の勉強により近眼となっており、極度の睡眠不足のせいで目つきが悪いことをコンプレックスにしている。好物は牡蠣。学園内では少数派である一般階層の出であり、高校からの外部入学。通学（往復二時間）にはママチャリを使っている。周囲に迎合せず、本編開始からしばらくの間はスマホを所持していなかった。「天才であること」を自認し、偏差値77前後と高い学力レベルを誇る学園内で常に成績1位を維持、全国模試でもトップを争う学力を持つ。さらに、その模範的な立ち居振る舞いもあって生徒からの衆望を一身に集め、煩悩も抱いてないと思われるなど実際以上に美化したイメージで見られている。
漢検2級・英検準1級・危険物取扱者（乙4）・ひよこ鑑定士など、多数の資格も取得している。弁当を自作するなど、料理も得意（但し生魚はさばけない）。一見完璧な人間のようだが、なぞなぞを解くのが不得意、自宅の風呂で溺れるほどのカナヅチ、昆虫類が大の苦手、千花が歌声を「なまこの内臓」と例えるほどの音痴、リズム感がなくソーラン節をまともに踊れない、ラップが壊滅的に下手、服飾の美的センスが中学2年生止まり、バルーンアートがまともに作れず風船を何度も割る、視力が悪いにも関わらず極度の恐怖心のためにコンタクトレンズをつけられないなど、弱点も多い。しかし、自分のイメージを守るためそれらの弱点克服に並々ならぬ努力を行い、実際にかなりのレベルまで改善しているものもある。運動音痴ではあるもののこれはセンスの悪さが原因であり、前述の自転車通学や、新聞配達や引越業を含むアルバイト経験により、基礎体力および身体能力そのものは非常に高い。服飾センスのなさについては家庭が貧乏であるがゆえであり私生活でも学生服で通していたせいである。他にも炒飯の作り方が黄金炒飯（具なし炒飯）だったり、ペヤング（カップ焼きそば）にもやしとソーセージを入れる上に捨てたお湯にコンソメを入れてスープにするなど貧乏性の話には事欠かない。
生まれ持って才気煥発なかぐやとは対照的に、いわゆる「努力型の天才」であり、1日10時間の勉強を欠かさず行い、空いた時間でアルバイトもこなしている。努力や仕事といったものについては、好きというのを超えて中毒となっており、それに悪意なく他者を巻き込もうとすることがある。その多忙さから慢性的な睡眠不足に陥っており、カフェインを3時間に一度は摂取しないと電池切れのごとく突然寝てしまう。
学園トップの成績の維持においては、王者として筆舌に尽くしがたいプレッシャーを抱えている。1年次の順位は9→4→1位。また万能型のかぐやに対して自分の武器が勉強一本であることも強く自覚し、勉強でまでかぐやに負けるとかぐやが遠い世界に行ってしまうと考え、かぐやにだけは負けない成績を取り続けるよう努力し続けている。しかしそれらの心理的圧迫は、決して他者には見せないようにしている。
プライドが高くやや思い込みが激しい点を除けば、極めて善良な人間性の持ち主であり、人からの相談や悩み事には誠心誠意付き合うなど面倒見が良い。困っている人間を放っておくことはせず、そういう人間を見つけ出す能力にも長けている。天体観測好きのロマンティストな一面もあり、芸術家気質でもある。キザな台詞を吐くことがあるが、昂揚した精神状態に由来するもので、冷静になっては「黒歴史」だと後悔する。
秀知院学園に入学して1週間の頃、前生徒会長に勧められて池の清掃ボランティア活動に参加した際、池に落ちた女生徒を助けたかぐやに惚れて、生徒会長を目指すようになる。それ以降、かぐやに好意を抱いているが、家柄や才能の差を気にして自分から告白すると対等にはなれないと思っていることもあり、何とかかぐやの方から告白させようと腐心している。恋愛については百戦錬磨であると周囲から誤解されており、実際に女子からはモテているものの、その相手が奇人ばかりであったため交際には至らず、ナレーションで「モンスター童貞」と形容されるほど、経験がないまま自信ばかりが肥大化した状態にあり、その恋愛観はかぐやが呆れるほど頓珍漢である。
かぐやから「お可愛いこと…」と侮蔑の目で見られるさまを想像することが多々あるが、このイメージは氷のかぐや時代からきているようで、作中では第132話（単行本15巻、第142話）まで実際に「お可愛いこと…」と罵倒の意味で言われたことは無かった。
作中で引っ越すまでの自宅環境は貧しく、自室は妹とカーテンで仕切りを作って共用していた。
実写版では平野紫耀が演じているが、作中ではミコに「（白銀の）顔が全然タイプではない」「好みの顔は平野●耀〔ママ〕」と言われていた（後述）。
一流の大学で経営を学び、四宮グループに騙し取られた父の会社を奪還するのが夢。
藤原 千花（ふじわら ちか）
声 - 小原好美 / 演 - 浅川梨奈
本作のヒロイン。高等部2年B組→3年A組の女子。生徒会書記。テーブルゲーム部に所属。三姉妹の次女。3月3日生まれ。O型。
テーブルゲーム部では「不治ワラちゃん」と呼ばれている。海外旅行とラーメンが好き。ラーメンに関してメニューの選択や食べ方をラーメン通から称賛されたこともあるが、食べた料理に対して的外れな考察を述べて恥をかいた場面もある。トマトが苦手。一人称は「私」。
ゆるくウェーブのかかったセミロングヘアーで、前頭部に「極黒リボン」と名付けた蝶リボン を付けている。胸が大きく、度々かぐやに嫉妬される。天真爛漫で心優しい性格だが、かなりの天然で非常識かつ厚顔無恥な面があり、周りからも「空気が読めない」と言われているが全く気にしていない。人が悔しがる姿を見るのが好きだったり、怯えている相手を煽ったり、性格の悪さを見せることも多い。しかし曽祖父が元総理大臣、叔父が現職の省大臣を務めているなど政治家一族の血統というだけあって、頭が回らないということもなく生徒会選挙編では率先して公約のでっちあげなどをした。元外交官である母親の影響で5カ国語を操るマルチリンガルである一方、国語は苦手としている。「氷のかぐや姫」の言葉により現在は引退しているが、小学生の頃にピアノコンペで全国大会金賞を獲得するなど音楽も得意分野であり、伊井野も「本物の天才」と評している。校内試験の順位は平均レベルで、やればできる優等生だが、かぐやと白銀の心理戦に巻き込まれて次第に順位を落としている。
かぐやとは中等部からの友人であり、孤立するかぐやにただ一人寄り添っていた。よくお泊り会をするなど、その関係は良好だが、周囲からはあまりそう見られていない。「かぐやちゃん」に好感度を聞いた際は白銀、石上よりも低かったり、かぐやが新生徒会のメンバーを見据えて考察する際にも除外されていた。白銀からは、「別に（弱点をさらして）どう思われてもいい相手」として弱点克服に付き合わされるようになり、度重なる特訓指導のはてにおかしな母性を発揮するようになった。白銀に対して恋愛感情は抱いていないどころか「（付き合うくらいなら）死んだほうがマシ」というほどだが、これは前述の特訓によるマイナスイメージに依るところが大きく、理想の男性像は白銀の特性と一致する。自分の非常識な行動に容赦なく突っ込みを入れてくる石上は天敵で「正論で殴るDV男」「心が狭くてすぐ揚げ足を取る」などと評しているが嫌ってはいない。自分のことを尊敬しているミコのことは「適当に褒めておけばすぐ上機嫌になるチョロい子」と評し、扱いはかぐや曰く「新しい玩具」で、石上曰く「なにしても許されると思ってる」。
かぐやと白銀との“恋愛頭脳戦”にはまるで気が付いていないが、何気ない一言が膠着した状況を一気に収束に導いたり、逆にさらなる混沌を呼び込んだりと、トリックスター的な役回りをする。また、カード系の対人ゲームをする際にはブラフ（はったり）やイカサマを積極的に仕掛けてきたりと腹黒い面もよく見せるが、白銀やかぐやに度々見破られている。しかし、生徒会役員選挙の場面で反白銀派の近くへ教師を誘導し、白銀に不利な私語を封殺するなど、強かな面を見せることもある。
過保護ともいえる家庭の方針によりゲーム機や俗な娯楽を禁じられているため、抜け道を探した結果として他人からはあまり理解されないようなディープな趣味を持っている。そのせいか、かぐやに時折送る写メールも珍妙なものが多い。本人曰く恋愛経験は皆無だが、「ラブ探偵チカ」を自称し、他人の恋愛話には強い興味を持って積極的に加わる。しかし、白銀たちが略奪愛の理非などを論じている場面に行き合った際は、逃げるように立ち去って聞かなかったことにした。本人の嗜好としては「ちょっと強引なのが好き」「無理やり唇を奪われたいという気持ちもある」などと語っている。
「低糖質系ロカボガール」を自称し、寝る前の30分間の筋トレを欠かさなかったり、ランニングや電動アシスト自転車でのダイエットに勤しんでいるが、ラーメンやタピオカなどの甘いものを好んでいることから摂取カロリーの多さについて石上にツッコまれ、「うるさいなぁぶっころすよ？」と返答している。
石上 優（いしがみ ゆう）
声 - 鈴木崚汰 / 演 - 佐野勇斗
本作の裏主人公。高等部1年B組→2年A組の男子。生徒会会計。3月3日生まれ。O型。
零細玩具メーカーの次男であり、その会社の経理を見ている。母の影響を受け、花好きで、花言葉などに詳しい。常に気だるげな表情を浮かべ、髪は目が隠れるほど長い。首元にはヘッドフォンをぶら下げている。一人称は「僕」。
本編初期は（生徒会活動において皆勤ではあるものの）打ち合わせ程度でしか顔を出さず、普段の仕事は持ち帰りで行なっている。高卒で苦労をした父親の見栄で秀知院学園に入学させられ、ある事件がきっかけで不登校になっていた。しかし白銀に連れ出され、高等部進学後間もなく生徒会にスカウトされる。データ処理の面で生徒会に大きく貢献しており、白銀は「石上抜きでは生徒会は破綻する」と考えている。ゲーム好きで、地頭はいいが学習意欲は低いため、校内試験では赤点が多く成績は最下位に近かったが、かぐやのサポートのおかげですこしずつ学年順位は上がってきている。連載初期において、かぐやと白銀の関係については一度かぐやに否定されてひどい目にあったので考えないようにしている。
中等部時代に起こした暴行事件から、多くの生徒からは白眼視されているが、事件の真相を見抜き手を差し伸べた白銀には恩義を感じており、休日に一緒に遊ぶなど非常に仲がいい。
人間観察力が高く、余計なことに気づいて人の地雷を踏むことが多い。特にかぐやの負の側面を度々目撃するため過剰に恐れていたが、かぐやのほうは親近感を持ち、大事な後輩として正しく導こうと困ったことがあると強引ながらも助けているため、案外優しいと認識を改めている。体育会系の生徒とカップルに異様なまでの憎悪を抱く。ラブコメ由来の偏った知識を持っており、セクハラめいた発言も目立つ。白銀と二人の時は饒舌で毒舌になるが、舌禍によるしっぺ返しにより心にダメージを負って帰ることも多い。容赦ない突っ込みで、次第に千花に対しては優位に立つようになり、白銀から「藤原（千花）に対抗できる唯一の存在」と言われる。同学年のミコとは仲が悪いが、中学時代に匿名で励ましのメッセージと花を送ったり、「頑張っている奴が笑われるのはイラつく」と生徒会選挙の演説の際に白銀たちにミコを笑いものにさせない勝ち方をしてほしいと頼むなど何かと助けている。なお、ミコが自分を嫌いな理由が「不登校の件や校則違反などで何かとフォローしているにもかかわらず、上から目線で対応されること」だとは気づいていない。
体育祭の実行委員になったのをきっかけに子安つばめに好意を寄せるようになり、文化祭ではつばめに対して学生間で告白と看做される行為をそうと知らないまま行い、クリスマスパーティの後明確に告白した。冬休み後は白銀の経験談から、つばめに告白されるような男を目指すようになる。つばめの卒業式に際し再度告白をするが、断られ失恋。
初等部から中等部時代はサッカー部に所属していたが、義務感でやっていただけで楽しいと思ったことがなくやめており、筋力は平均以下。のちに筋肉トレーニングを志向するようになる。
伊井野 ミコ（いいの みこ）
声 - 富田美憂 / 演 - 影山優佳
本作の裏ヒロイン。高等部1年B組→2年A組の女子。5月5日生まれ。O型。身長は147cmで、先端を短く縛ったおさげをしている。父親は高等裁判所裁判官、母親は国際人道支援団体職員。
入学時から学年1位をキープする秀才であるが、真面目で融通の利かない性格であがり症。オタク趣味を持つ夢女子で、加えて坊主頭フェチだったり、男性にひたすら肯定されるものや、心音といった特殊な音声データをBGMとして愛用するなど、おかしな性癖も有する。両親が家にほとんど居らず「痛いと安心する」と言ったり、タオルケット症候群だったりと心に闇を感じさせる言動も多い。当初、白銀、かぐや、石上には反感を覚えていたが、ピアノつながりで幼い頃から憧れていた千花の事は高く評価している。しかし、千花からの扱いはかぐやいわく「新しい玩具」で、酷い目に合わされても尊敬することをやめず、DV被害者のような精神状態になっている。石上のことは不登校だったころから教員に抗議したりと助けているが、逆に石上から助けられていることには気づいていないうえに、周りが見えないことを上から目線で注意されるため非常に嫌っている。そのため「お互い嫌い合いながらも相手の知らないところで助け合う」という奇妙な関係を築いている。しかし文化祭以降は石上に好意を抱いているような素振りも見せ、石上とつばめの仲が進展していくごとに懊悩している。中等部時代に匿名で励ましてくれた人（石上）を慕っており、同封されていた花を大切にしている。石上の興味を引くためにFPSゲームを始めている。
生徒会長選の対立候補として立候補し、生徒会長選挙の演説時、上がり症が災いして失笑の的となっている最中、対立候補であるはずの白銀の助力もあり、40票差まで詰め寄るが落選。白銀に感謝の意を示そうとするも、素直になれずに膨れ面になる。その後、白銀に勧誘されて白銀二期目生徒会の会計監査を務める。風紀委員との兼任のため、生徒会には遅れてやって来ることが多い。その結果かぐや達が生徒会室で起こしたドタバタの「起」の部分を知らないことが多く、そのまま白銀らについても誤解している部分もかなり多い。
承認欲求が非常に強く、褒められるなどすると対応が甘くなる。ナンパされそのまま「ちょっとだけなら」とついて行こうとしたこともあり、石上からは「ホストなどに行ったらいいカモにされる」等と指摘されている。
見た目に反して大食いで、かぐやが白銀に食べさせるつもりだった料理を完食してしまうというようなことを何度か行っている。
上記のように堅物な性格だが、LINEのトーク上では普段の姿からは想像できないほど多くの絵文字や顔文字を使う一面がある。
「平野●耀〔ママ〕」という芸能人の大ファン。白銀のことを「顔が全然タイプではない」と発言したことがあるが、石上から「平野が会長に似ている」と指摘されると「言われてみれば」と答えている。好きなアニメはマイメロ。

#### 高等部2年
- 作中時系列が進行しており、進級が発生している。これらの項目は進級前の時点での学年を基準に分類。

早坂 愛（はやさか あい）
声 - 花守ゆみり / 演 - 堀田真由
高等部2年A組→3年A組の女子。四宮グループ幹部の娘で、アイルランド人のクオーター。4月2日生まれ（公称）。AB型。
四宮家に仕える使用人であり、かぐやの侍女（近侍）。家は代々四宮家に忠誠を誓う家系であり、修学中のかぐやをサポートする人員として幼等部から継続して秀知院学園に送り込まれている。かぐやとは姉妹同然に育っており、かぐやに対しては主人である前に妹のような存在だと自身で語っている。かぐやが素の自分を出せる数少ない相手で、かぐやにはいつも頼りにされ難題をふっかけられては対応しているが、自分に似て性格の悪いところがあるともかぐやに思われている。かぐやを冷遇する、かぐやの父親の雁庵の事は良く思っていない。
普段は冷静沈着でクールな佇まいだが、状況によって性格を切り替えており、学園内では服装と口調を変えいわゆるギャルとして過ごしている。かぐやの白銀に対する工作活動に度々駆り出されているため、かぐやとの関係を白銀には知られないようにしている。与えられた職務には忠実であり、遂行能力も高いが、予測不能な行動を取る千花には手を焼いている。体育祭に母が来られないと電話で聞いた時には泣いて拗ねるなど、マザコンの傾向がある。
なかなか進展しないかぐやと白銀の仲をもどかしく思っている節があり、強引に関係を進めようとすることもある。本業である近侍職には四宮グループからしっかり給与が支払われており、月給50万円・ボーナス年400万円で、勤続10年で貯蓄額4000万円以上。 しかしたいへんな激務であるため、進路調査では転職希望と答えていた。趣味は自作パソコンでIT関連の事柄に詳しい。かぐやのガラケーが壊れてスマホの購入に同行した際に女子高生としてはiPhone以外は選びにくいと評しつつ最新のスマホのカタログスペックを眺めて浮かれている。
元は四宮家長男・黄光によってかぐやの近侍として送り込まれ、彼にかぐやのことを事細かに報告する密偵としての役割を続けていたが、罪悪感に耐えきれなくなり、修学旅行を機に職を辞することを決める。その際三男・雲鷹の起こした事件に巻き込まれ、そのことがかぐやに露呈するが許され、以後は主従関係のない友人となる。
かぐやに対し「男は所詮性欲で動く生き物」と吹き込んでいるが、本人に交際経験はない。しかし思春期の少女らしく恋愛に憧れる面はあり、かぐや経由で石上に横浜デートのプランを教えたこともあるが、それを聞いた石上からはそのプランは無理があることを指摘され交際経験がないことを見破られている。
校内擬態早坂愛
学校内での姿。おしゃれが好きで校則ぎりぎりの恰好をする元気なギャル。
スミシー・A・ハーサカ
白銀が四宮家を訪ねてきた際の変装時に使った偽名。髪型とカラーコンタクトで眼の色も変えているほか、胸も増量している。フィリス女学院に通っていて四宮家ではたまにバイトで働いているという設定であったが、のちに白銀には、四宮家本家の指示でかぐやの身辺調査をしていると明かしており、その時の表情は素のようであった。その後、白銀とは「普通に友達になりたい」として、連絡先を交換している。
ハーサカ君
四宮家に仕えている状況で千花に会うときの姿。学校では千花と親しいため、同一人物とばれないよう念入りに男装している。戦争孤児で、ハーバード大学を飛び級で卒業した執事という設定。千花には白銀との同性愛を疑われている。

柏木 渚（かしわぎ なぎさ）
声 - 麻倉もも / 演 - 池間夏海
高等部2年B組→3年A組の女子。ボランティア部部長。ショートヘアで髪留めをしている。6月25日生まれ。B型。兄がいる。
大手造船会社会長の娘で、経団連理事の孫。成績も上位一桁に入るほど優秀だったが、翼(後述)のテストの順位が上がるのと反対にやや下降している。
温和で面倒見がいいが、したたかで打算的な面があり、かぐやとは価値観が近く、かぐやに恋愛相談したのがきっかけで懇意になる。ボランティア部の活動で生徒会にも出入りするようになり、逆にかぐやが恋愛相談に乗ってもらうなど、仲を深めている。かぐやと白銀の関係性にも気付いている。
翼に想いを寄せられており、翼の壁ダァンからの告白を勢いに押されてOKしてしまい付き合うことになった。本人にも惰性で付き合っている、という自覚があり、後には打算がなければ付き合うこともなかったと明かしているが、次第に真剣さを増している。「神ってる」疑惑を持たれていたが、既に藤原千花にはバレていたり、かぐやが文化祭最終日の夜に電話して確認したときには、初キッスから2ヶ月、大人キッスからは40秒で「神った」ことを告白した。
ヤンデレの気質がややあり、翼の浮気を疑った時には殺意を口にしたり、探偵に調査させたりしている。しかし基本的には愛情深く、平和主義である。
眞妃とは付き合いが長く、強い憧れと同一化願望があり、いつも眞妃が好きな物を欲しがる。また、文化祭のキャンプファイヤーでは眞妃を踊りに誘い、「翼くんよりも好き？」と聞かれて「当然でしょ？」と答えている。眞妃が翼に恋していることを知ると、一方的に翼に別れを告げ、眞妃に譲ろうとしたこともある。バイセクシャルなのかどうかは明言していないが、女子同士でキスの話題になったときに「早坂さんなら全然いけます」「藤原さんレベルで可愛ければ全然アリです」と話している。
田沼 翼（たぬま つばさ）
声 - 八代拓 / 演 - ゆうたろう
高等部2年B組→3年A組の男子。ボランティア部所属。8月25日生まれ。A型。妹がいる。
病院長の息子。 名前は第99話（単行本10巻、第109話）までは明かされておらず、テレビアニメ版のクレジットも1期・2期共に「柏木の彼氏」となっている。祖父は後述する田沼正造であるが、終盤までは示唆されるにとどまっていた。
白銀に恋愛相談し、白銀の開発した壁ダァンによって渚への告白に成功する。その後も生徒会室に恋愛相談に訪れているが、夏休み明けに容姿が軽薄に変貌し相談内容も次第に惚気になってきており、生徒会メンバーからは疎まれ始めている。成績上位の渚に勉強を教えてもらっており、テストの学年順位は上昇している。
在学中に渚を妊娠させ、三代続けて17歳で父親となる。
四条 眞妃（しじょう まき）
声 - 市ノ瀬加那
高等部2年B組→3年A組の女子。ボランティア部所属。1月1日生まれ。AB型。帝という双子の弟がいる。
四宮家の血筋で、かぐやの遠縁の傍系卑属にあたる。目上の人を敬うという名目でかぐやをおば様と呼んでいるが、かぐやには嫌がられている。かぐやとほぼ同格のスペックを持ち、白銀とかぐやに次ぐ学年3位の学力を有しているが、本人的には本気を出していないため、やろうと思えば1位も取れると思っており、実際にかぐやと白銀が勉強に力を入れなくなった2年の3学期末試験ではかぐやと同率1位だった。
傲慢に振舞っているが本当は健気で繊細。しかし傲慢さが持たず最後には本音を出す、緩急の強い（躁鬱の激しい）性格から、石上には「ツンデレ先輩」と呼ばれている。なお言動の端々はかぐやに似ている。
渚の友人グループの一人であり、翼に想いを寄せている。翼に彼女がいないと判明した時には「超ウケル！」と発言していたが、内心は喜んでいた。その後、渚と翼が付き合うことになってからはふたりのデートシーンに隠れキャラのように潜んでいる。翼のことは諦めておらず、彼が自分に振り向いてくれるのを健気に待ち続けている。
本人は第1巻、名前は第3巻に登場していたが、呼び名が「マキ」と判明したのが第7巻、単行本おまけページでの登場がメインだったが、第6巻で柏木カップルと共に表紙を飾り、その後第10巻でメインゲストとして本編に登場した。その後、渚と翼のことで相談したのをきっかけに、白銀、石上をそれぞれ「御行」、「優」と呼ぶほど仲良くなっている。
かぐやとは幼少期に出会っているが、四宮家と四条家の対立を背景に父親から「かぐやとは関わるな」と言われていたためつっけんどんな態度を取り、長らく一定の距離を保った関係が続いていたが、かぐやが白銀を慕っていることには一年の秋頃から気付いており、ずっと目で追っていたという。
紀 かれん（きの かれん）
声 - 朝日奈丸佳
スピンオフ『かぐや様を語りたい』のメインキャラクター。高等部2年C組→3年A組の女子。マスメディア部所属。大手出版社の社長令嬢。エリカいわく、「学園一のカプ厨」。
かぐやのことを強く崇拝しており、白銀とかぐやのカップリング妄想をしている。「かぐや様を語りたい」において、自作の漫画を読んでもらっている石上のことは「石上編集」と呼び、石上からは「ナマモノ先輩」と呼ばれている。
巨瀬 エリカ（こせ エリカ）
声 - 朝井彩加
スピンオフ『かぐや様を語りたい』のメインキャラクター。高等部2年C組→3年A組の女子。マスメディア部所属。大手味噌メーカー社長令嬢。
かぐやのことを強く崇拝しており、目を合わせただけであまりの興奮から気絶してしまう。「語りたい」によると、ストレスが溜まると味噌をすりつぶすなど味噌に対するこだわりが強い。
駿河 すばる（するが すばる）
声 - 森嶋優花
高等部2年A組→3年A組の女子。某有名IT会社社長の娘。早坂と親しい。
火ノ口 三鈴（ひのくち みりん）
声 - 貫井柚佳
高等部2年A組→3年A組の女子。広告代理店代表の娘。早坂と親しい。
龍珠 桃（りゅうじゅ もも）
声 - 早見沙織
高等部2年C組の女子。現天文部部長。前生徒会会計。某反社会的団体トップの娘。白銀に対して1年生のときに虚勢を張って堂々とするよう助言しているほか、文化祭においてはなんらかの恩を盾に白銀の計略に協力させられている。生徒会女子にも比肩する美少女であるという「秀知院学園の難題女子」の4人の内の一人。
つばめに対して、「先輩がいなければ学校をやめていたと思う」と語っている。
豊崎 三郎（とよさき さぶろう）
声 - 小野将夢
高等部2年B組の男子。白銀の友人。野球部所属。学年成績6位。かつて白銀との成績争いで妨害工作を行ったが、最終的に正々堂々と勝負して挑んだという（本編にあまり関係のない）設定を持つ。本気を出したときだけ目を開く。「語りたい」でかれんに好意があることが明らかになっている。
風祭 豪（かざまつり ごう）
声 - 岡野友佑
高等部2年B組の男子。白銀の友人。謎の倶楽部「11」所属。混院の生徒で、失踪した兄を探すため秀知院学園に入学。「財界探偵越前はじめ」に弟子入りし、数々の難事件を解決して兄との再会を果たしたという（本編にあまり関係のない）設定を持つ。「語りたい」でエリカに好意があることが明らかになっている。
本郷 勇人（ほんごう はやと）
高等部2年C組の男子。第68期生徒会会長選挙に立候補したが、かぐやの圧力により降板した。彼のアプローチをハナにも書けなかった龍珠桃、子安つばめ、大仏こばち、不知火ころもの4人は「秀知院学園難題女子」と呼ばれる。「語りたい」では生徒会選挙の折、白銀を混院と見下し、マスメディア部を利用して潰そうと画策している様子が描かれている。
四条 帝（しじょう みかど）
眞妃の双子の弟。全国模試では白銀を抑えて1位をとったこともある。「近所の友達とサッカーをしたい」という理由で近所の公立高校に入学し、弱小サッカー部をインターハイに導いた。初登場時は、インドに傷心旅行に行く眞妃を心配し同行した。3年生への進級に際し、秀知院学園の白銀たちと同じクラスに転校してくる。
幼少の頃から「姫」と呼ぶかぐやに恋心を抱いていたが、白銀とも蟠りなく友情を結ぶ。

#### 高等部1年
大仏 こばち（おさらぎ こばち）
声 - 日高里菜
高等部1年B組の女子。風紀委員。6月6日生まれ。B型。母子家庭。 透き通っていない眼鏡をかけており、読者には目鼻立ちが判然としないが、ミコや小野寺からはたいへんな美人である事が示唆されていた。生徒会女子にも並ぶ美少女である「秀知院学園難題女子」の4人の内の一人。
両親ともに芸能人であり、本人も幼少期は子役として活躍していた。しかし親の不倫スキャンダルや、周囲の嫉妬ややっかみが負担となり、人前に出るのが苦手になった。
ミコとは小等部時代からの親友で、性格と扱い方を知り尽くしている。石上のこともよく見ていて、石上のうわさには懐疑的だった。石上がミコをフォローするのも見たことがあり、ミコが他の風紀委員や教師からフォローしている石上から上から目線で注意されることに怒って「何様なの!?」と言ったときは心の中で「お互い様なんだけどなぁ」と返した。
ミコの生徒会選挙活動も手伝っておりミコと共に生徒会に誘われたが断っている。
石上には好意を持っていたが、ミコと似合いだと判断した結果自ら身を引いた。しかし、石上の苦境にミコが味方になることができなかったことから、石上とミコの仲を応援することができず、石上の幸せを祈り、石上が恋するつばめとの進展を願っていた。その蟠りがもとでミコと喧嘩になるが、和解し、石上とミコの仲が進展するのを認められるようになる。
小野寺 麗（おのでら れい）
声 - 高田憂希
高等部1年B組の女子。ラクロス部所属。5月17日生まれ。O型。弟と妹がいる。有名ジュエリーブランド社長令嬢。
思ったことを口にしてしまうタイプで、少しきつめの性格をしており、当初は石上やミコにもきつく当たっていたが後に人となりを知り良好な関係を築く。
石上のクラスメイトで共に体育祭応援団員となる。その後も文化祭実行委員を務めた際、生徒会からの派遣で石上が来るなど何かと接点が多い。
軽薄そうな見た目をしているが文化祭の準備の際はクラスをまとめたりするなどしっかりした性格。成績も優秀で上位50位以内に入るほど。
槇原 こずえ（まきはら こずえ） / マッキー先ハイ
声 - 高野麻里佳
高等部1年A組の女子。テーブルゲーム部員。罰ゲームで半濁音を奪われている。高等部女子学生寮に住んでいる。
不知火 ころも（しらぬい ころも）
進級で石上らと同じ2年A組となった女子。現役のアイドル。ギガ子のDiscordサーバでの交流をきっかけに、学校でも石上とゲームの話題で会話するようになる。「秀知院学園難題女子」の4人の内の一人。
本作の作者・赤坂アカが原作を担当する作品『【推しの子】』には妹の「不知火フリル」が登場する。

#### 高等部3年
子安 つばめ（こやす つばめ）
声・演 - 福原遥
高等部3年A組の女子。新体操部所属。4月4日生まれ。A型。兄がいる。世界的バーテンダー兼大手飲食会社エリアマネージャーの娘。
体育祭の赤組応援団副団長や文化祭の実行委員長を積極的に務め、学園生活最後の行事を満喫している。
裏表のない性格で面倒見が良く、男女を問わず相手にフランクに接し、下級生からも人気がある。彼女の行動原理は「学校生活で孤立者を作らない」というもの。気分が良くなると小野寺いわく「つばめ語」という「概念での会話」を始める。エリカからは「3年の白鳥」と呼ばれている。「秀知院学園難題女子」の4人の内の一人。
文化祭にて、石上から告白されたと思い込む（石上に自覚はない）。石上のことは嫌いではなかったものの、消極的な理由で断ろうとしていたが、もっと石上のことを知ってから答えを出そうと考え、答えを保留にしている。クリスマスパーティ後に石上から明確に告白されたが、過去の失恋のため恋に臆病になっており、石上を傷つけることになったが冬休み明けに謝罪し、その後もデートをしている。
卒業に際し、多数の人物の協力を得て、石上の悪評を比較的穏当な噂を流布することによって払拭することを画策しこれに成功するが、これは石上のことを「良い後輩」としか見れず、石上が嫌いなために告白を断るわけではないということをわかってもらうための利己的な行為にすぎないと吐露している。そして卒業に際して石上への返事は断りとなった。
風野
声 - 村田太志 / 演 - 板橋駿谷
高等部3年B組の男子。ラグビー部所属。体育祭の赤組応援団団長。石上からは体育祭が終わっても団長と呼ばれ続けている。
同学年のつばめとは仲が良く、文化祭時点で石上からはつばめと付き合っているのではないかと疑われていたが、実際にはこばちと付き合っていた。しかし、「ノリが合わなかった」という理由で冬休み中に別れており、その傷心をきっかけにアイドルに傾倒する。筋肉に対するこだわりが強く、石上に筋トレを薦め、「語りたい」では体育祭に際し、敵ながらエリカに筋力トレーニングの指導をしている。
寺島 / ギガ子→メガ子
声 - 本泉莉奈
高等部3年A組の女子。テーブルゲーム部員。最初はテラ子だったがギガ子に降格した。2学期期末試験時にはさらにメガ子に降格していた模様。
卒業に際し、3年生を一度留年していること、進路がプロゲーマーであること、校長の孫であることが明かされた。
阿天坊 ゆめ（あてんぼう ゆめ）
声 - 加隈亜衣
高等部3年の女子。オカルト研究部部長。某宗教法人浄階一級の孫娘。カップルを見るとおちょくらずにいられない。文化祭では阿部ファイルという資料を用いて占いをしていた。
朝日 雫（あさひ しずく）
高等部3年の女子。マスメディア部部長。新聞社局長の娘。ボランティアで高等部校内にある血溜沼の掃除を手伝っていたところ沼に落ち、当時1年生だったかぐやに助けられたことがある。
前生徒会長
声 - 島﨑信長
本名不明。高等部3年A組の男子。華道部にも所属。入学時に孤立して周囲に馴染めない白銀御行を生徒会へ招き入れた。在任時に、生徒たちの逃げ場として生徒会を利用できるように生徒会室を開放するというルールを定めた。

#### 中等部生徒会
白銀 圭（しろがね けい）
声 - 鈴代紗弓 / 演 - 深尾あむ
御行の妹。御行への呼称は「おにい」。中等部2年B組。中等部生徒会会計。8月1日生まれ。B型。
ロングヘアーでレースのヘアバンドをしている。まっすぐな性格で、同級生達からも男女問わず人気がある。家の経済状態から兄同様、経済観念が発達している。新聞配達をしているが、稼いだ給料はすべて家計の足しとしている。思考形態や好みも兄に似ており、かぐやの事が好き。
母親代わりでもある兄に対しては反抗期を迎え、口汚く罵るなど表面上の関係は悪くなっているが、実際には兄のことを自慢に思っており、兄を褒められると嬉しがる。また内心は御行の恋愛にも興味があるものの、先述の反抗期が災いして聞き出せずにいる。千花の妹の萌葉と仲が良く、千花とも旧知の間柄である。千花のことを「千花姉」と呼んでいる。かぐやには自分のことを「圭」と呼び捨てで呼ばせている。
母親は幼稚園受験に失敗した御行を置いて受験に成功した圭だけを連れて家を出たが、その後、圭と母親は不仲になり（圭いわく「戻ってきたというより逃げてきた」）白銀家で暮らしている。
藤原 萌葉（ふじわら もえは）
声 - 小澤亜李
藤原家の三女。中等部2年B組。中等部生徒会副会長。6月26日生まれ。AB型。
姉二人同様、偏った性癖を持つ。白銀の妹の圭とは同級生で仲が良いが、「圭を一生地下牢に閉じ込めて可愛がりたい」「かぐやちゃんは食べちゃいたいランキング1位」と発言するなど「ややサイコパス」で、かぐやには苦手意識を持たれている。
中等部の文化祭で見かけた白銀を好きになり、そのためかぐやから憎まれかけたが、萌葉が白銀の美点を理解しており、かぐやがそれを共有できる喜びが上回ったため事なきを得る。クリスマスパーティでは、白銀とのプレゼント交換をめぐりかぐやを牽制しており、手錠をプレゼントした。

#### 教員
Adolfe Pescarolo
声 - 山本格 / 演 - 徳井優
秀知院学園の校長。柔和な表情を浮かべた老齢の男性。元はフランス校の校長だった。
普段は片言の日本語で話しているが、モノローグでは普通の語り口に変わる。腹に一物を持っており、白銀の生徒会長としての資質を試すような行動をとることがある。石上が起こした事件の真相に気づいたり、生徒会メンバーの本人たちすら自覚していない関係性を把握しているなど鋭い一面をもつ。度々、生徒会室に差し入れをしてくれる。
小説版では秀知院学園のOBであったことが判明している。

### 四宮家
四宮 雁庵（しのみや がんあん）
声 - 津田英三
かぐやの父。四大財閥である四宮グループの総帥で、京都の本邸にいる。かぐやとの関係は冷え切っており、早坂からも嫌われ、内心で「くそじじい」と呼ばれている。
四宮グループは彼のカリスマでまとまっていたが、第241話では余命数週間で入院しており、息子の区別もつかないような状態で登場。その隙を四条グループに突かれ、四宮グループは崩壊の危機に陥る。
かぐやをずっと以前に没した名夜竹と見紛い、かぐやが本当に自身の娘であるのか疑念を持っていたが、真実を知るのが怖く確かめることができず、かぐやへの接し方がわからないこと、たとえ血の繋がりがなくとも自身の遺したものを継いでくれれば自身の子だと思えるからと、いずれ会社を任せるつもりであるという心情を吐露している。
四宮 名夜竹（しのみや なよたけ）
かぐやの実母。故人。雁庵の妾で、心臓病で医者（田沼正造）にかかっていた。
四宮 黄光（しのみや おうこう）
四宮家長男。四宮家の跡取りの最有力とされ、父雁庵と黄光の派閥を指して「四宮家本家」という。早坂愛をかぐやの使用人に任命した張本人で、早坂にかぐやの動向・情報を報告させていた。秀知院学園の理事長。
学生時代に好きな異性がいたが雁庵によって無理矢理別れさせられ、現在の妻と政略結婚したという過去がある。その為、かぐやが御行に対する感情を優先して四宮家と縁を切ると言った時は激怒し、脅迫して四条との政略結婚を強制しようとする。
　昭和の男尊女卑的な考え方で非情な手段も厭わない人物だが、四宮家やそこに勤める従業員とその家族を守りたいという責任感は本物。また、自分達兄弟の疎遠な関係には内心思うところがある様子も見せた。
　最終的にはその思いを知ったかぐやから覚悟を聞かされたことで和解し、四条家との交渉を任せてかぐやの自由を認めた。
四宮 青龍（しのみや せいりゅう）
四宮家次男。黄光と同じく、雁庵の前妻の息子。雲鷹いわく黄光の腰巾着。他の兄弟と比べると能力は低く、都合が悪くなると直ぐに金銭で解決しようとしており、これまでも金で揉み消した多くの不祥事を抱えている。結果御行に出し抜かれて軍資金調達に利用されたり、金銭の通じない藤原と伊井野に屈してしまっている。
四宮 雲鷹（しのみや うんよう）
四宮家三男。後妻の子であり、四宮家では立場が弱い。そのため、恐怖政治で周囲をコントロールする。ただし、実際に手を汚すことは四宮の人間にしては少なく、かぐやいわく黄光や次男に比べれば善人。かぐやを社交界に導いた張本人であり、かぐやの外交術や契約主義は雲鷹譲りである。裏切りを強く嫌悪しており、自分を裏切った早坂家や四条家を「鼠」と評し嫌悪している。
修学旅行編では四宮家各派閥の情報を手に入れるため、早坂愛を捕らえようとしたが、かぐやが早坂を許したいと言ったため、手を引いた。
千花からは、兄弟で唯一兄としてかぐやに愛情を注いでいると評されている。
早坂 奈央（はやさか なお）
声 - 行成とあ
早坂愛の母。かぐやの乳母で、雁庵の名代としてかぐやの三者面談に出席している。かぐやが御行の父（かぐやが好きな人の父親）に翻弄されているのを「お金が払えるくらい面白い」と評し、「面白そう」という理由で彼も三者面談に同席させることを決め、愛からも「性格が悪い」と評されている。かつては雲鷹の使用人を勤めていたが、黄光の計略により雲鷹との関係は破綻した。

### 白銀家
白銀の父
声 - 子安武人 / 演 - 髙嶋政宏
40代。本名不明で、職業不定。工場経営に失敗し、子供二人と月5万円のアパートに住むなど、経済状態は困窮している。7年前に妻が出奔しているが、籍は抜いていない。
息子の携帯電話に勝手に出るなど、たまにおかしな行動を取る。御行の目つきの悪さは父方の遺伝で、資格マニアであることも親子共通。自身の声を「重低音系イケボ」と自称し「借金五億円チャンネル」というチャンネルを開設し、YouTuberを始めた結果、キャラクターとトーク力が受けチャンネルは収益化に成功した。
体育祭でかぐやと面識を持ち、かぐやが御行を好きなことにすぐ気付き応援しつつもからかっているため、かぐやからは「ヤバい中年」と苦手意識を持たれている。三者面談ではかぐやの父親代わりを（勝手に）務めた。
天体観測・星が好きなロマンチストなのも親子共通で、御行に大事に持っていた腕時計の「ムーンウォッチ」（アポロ計画で使用されたモデル）をプレゼントした。
白銀の母
本名不明で、白銀の父とは大学のゼミで知り合った。高すぎる理想を抱えており、社長の妻であり優秀な二人の子供の母という暮らしに最初はうまく行っていたが、白銀の父が会社の経営に失敗し職業不定になると精神のバランスを崩してしまい、子供たちへ過度な期待を寄せるようになった。御行を幼稚園受験させるが失敗し、受験に成功した圭だけを連れて家を出ており、この件は御行に大きな心の傷を残している。
物語終盤で実際に登場するが、彼女はナレーションで「リアリストでエゴイスト」と評されるような人格で、子どもたちへの愛情はあるものの、過度に打算的なため一般的な愛情を求める子どもたちとは噛みあわないというのが実情。

### 藤原家
藤原 豊実（ふじわら とよみ）
声 - 小松未可子
藤原家の長女。爆乳。スプラッタ映画好き。奔放に育てられており、クリスマスツリーを門松に改造するなどエキセントリック。
藤原 大地（ふじわら だいち）
声 - 掛川裕彦
藤原家・父。政治家。豊実を奔放に育てすぎた反省から千花へは締め付けを強めている。万穂が貧乳なので三姉妹が巨乳なのは父方の遺伝とかぐやは推察している。
藤原 万穂（ふじわら まほ）
藤原家・母。貧乳。元外交官。
ペス
声 - 石狩勇気
藤原家の飼い犬。目つきが悪く、明るい毛の色で白銀に似ており、かぐやも「好きな物」として挙げている。

### その他の人物
田沼 正造（たぬま しょうぞう）
声 - 森田順平 / 演 - 佐藤二朗
かぐやが倒れた際に担当した医師。世界の名医10選に選ばれるほどの天才心臓外科医で、小児心臓バイパス手術の第一人者として知られる。四宮家お抱えの医師であり、かぐやの母、名夜竹のことも知っている。
かぐやを診察した際に「恋の病」と診断し自分も動揺していた。17歳の時に子供ができ、その息子も17歳で「出来ちゃった婚」をしたという。
大友 京子（おおとも きょうこ）
声 - 上田麗奈 / 演 - 松風理咲
石上の中等部時代の同級生。クラスで浮いていた石上に明るく接していた。高等部には学力試験で合格できなかったため進学できなかった。中等部時代、萩野と交際していたが、石上と萩野の暴力沙汰をきっかけに破局。騒動の真相を知らないこともあり、高等部の体育祭に訪れたときには石上を責めたが、当の石上からは「うるせぇばーか」と突き返された。
荻野 コウ（おぎの コウ）
声 - 河西健吾 / 演 - 高橋文哉
大友の中等部時代の彼氏で演劇部の部長。表向きは大友と清い交際をする一方、裏では大友を弄ぼうとしていた。それに感づいた石上に忠告されるも聞き入れなかったため、暴力沙汰に発展してしまう。その後「お前が何かすれば大友は可哀想なことになる」と石上を脅した上、野次馬が増えてきたところであたかも石上の逆恨みで一方的に暴力を受けたかのように装い、石上が停学処分になるきっかけを作る。大友との破局後、生徒会によって真相を暴かれ最終的に学園から追放させられた。その後の消息は一切不明。
ベルトワーズ・ベツィー
声 - 天城サリー
フランス校生徒会副会長。「傷舐め剃刀」の異名を持つ、「口撃」（悪口）の使い手。校長に秀知院学園の生徒会長としての資質を見極める試練として白銀に差し向けられたが、フランス語が判らなかった白銀には口撃が通じず、逆にかぐやに出版コード（アニメでは放送コード）に引っかかる程の脅迫を受け怯える結果になった。
進級後、生徒会長として再登場。日本語が上達しているが、かぐやへの恐怖は消えていない。校長のことを尊敬しており、彼が白銀を試していたことを伝えた。

### 都内ラーメン四天王
渋谷のサンちゃん / 小田島 三郎（おだじま さぶろう）
声 - 佐藤晴男、山口崇浩（学生時代）
普段は中間管理職として働く中年男性。ラーメンは店主と客のワルツであり、「不味い」という評価は「旨く」喰えない客の責任という概念をラーメンファイター界に広めた。年を重ねて塩分と油分を気にしてスープを飲み干せなくなっている。
藤原と遭遇したときは、藤原の食べ方を邪道と考えていたが、その食べっぷりに自身の学生時代を重ねて、藤原を「喰える側」の人間と認めた。
高等部文化祭にもJ鈴木と共に表れ、かぐやの淹れた紅茶を飲み、かぐやが恋していることを見抜いた。
高円寺のJ鈴木
声 - 丸山壮史
タクシードライバーという職業をフル活用するラーメンファイター。彼のタクシーに乗った客は良い方にブレたラーメンを食せると信じられており、ラーメン界の妖精として知られている
生徒会メンバーがかぐやに花火を見せるために乗ったタクシーのドライバーとして登場した。
特別なラーメンを聞きつけて、高等部文化祭にサンちゃんと共に表れた。
巣鴨の仙人 / 田沼 尊彦（たぬま たかひこ）
かつてのラーメン王で現在は食べたラーメンをアップするインスタグラマー。93歳にして一日3食ラーメンを食べる生き字引。一度病に倒れるも、フェイスブックで生涯現役を表明。別名「最も天国に近い男」。
藤原と遭遇した際は、未だかつてない激辛ラーメンに死の危機感を持つが、藤原の戦いざまを見て奮起し、完食した。しかし、アイスで辛さに対処していたことに気づき、卑怯と言った。
翼や田沼正造との関係は不明。
神保町のマシマシママ
女性ラーメンファイターながら身なりからは想像つかない量のラーメンを物凄い速さで食べることから「ラーメンバキュームカー」「ラードに愛された女」などの様々な異名を持つ。

## 作中用語
秀知院学園（しゅうちいんがくえん）
東京都港区に拠点を置く、幼稚園から大学までの私立一貫校。パリに姉妹校がある。
かつて貴族や士族を教育する機関として創立されたという由緒正しき歴史を持ち、富豪名家の子供が多く就学している。編入学も可能であり、高等部の偏差値は77前後と非常に高いレベルである。そうした名門としての表の顔を持つ一方で、裏では賄賂や口利きによる裏口入学が横行しており、実際のところ一般入試での入学は困難を極める。
校則はかつては厳格だったものの年々緩くなりつつあり、女子生徒のスカートのミニスカ化や染髪も認められるようになった。
生徒会
生徒会長（以下「会長」）は選挙によって選ばれるが、それ以外の役員は能力に応じ、会長によって任命される。役職は「会長」の他に「副会長」「書記」「会計」「会計監査」「庶務」があり、現時点（単行本19巻時点）で「庶務」の役職に就く人間は存在しない。
会長を務める者には、伝統ある「純金飾緒」が手渡される。男子用の夏服には付けることが出来ないため、男子会長は実質的に一年中冬服の着用が義務化されている。
秀知院では勉学以外の活動は敬遠される傾向にあるため、委員会役員や生徒会役員には自習室の優先利用権などの特権が与えられている。さらに生徒会長は「秀知院理事推薦状」 なるものが与えられ、手に入れれば世界有数の大学や研究機関に進むことが可能になり、一段階上の夢を抱くことができるようになる。
生徒会室
生徒会の人間が職務に使用する一室。前会長が生徒たちの逃げ場として機能を持たせるために鍵をかけないというルールを定め、白銀もそれを継承している。なお、生徒会室は秀知院学園OB会の所有する土地上にあるため、校則の治外法権地帯となっている。かぐやと白銀との「恋愛頭脳戦」の主な舞台となっている。
純院・混院
秀知院学園においては、初等部からの生徒は『純院』、中途入学の生徒は『混院』と呼ばれ、前者を優位とするヒエラルキーが生じている。
かつて混院の生徒会長が誕生した際、一期も持たずに学園を追放される事態が発生したことから、混院の生徒の立候補の自粛が蔓延したため、歴代で混院の生徒会長は白銀含め三名しか存在しないという。
奉心祭（ほうしんさい）
秀知院学園高等部における文化祭の名称。冬休み前に開催される。例年は1日のみの開催だが、作中では白銀によって2日間開催となっている。風土記のエピソードに由来する名称であるとされており、「この期間中にハート型の物を贈ると永遠の愛がもたらされる」とされ、愛の告白と同義に捉えられる。これは生徒間では半ば常識となっており、交友関係の狭い者には却って知る機会に乏しい。かぐやは開催直前まで知らず、石上はそうと知らないままつばめとミコにハート型の物を渡している。
難題女子
秀知院学園において生徒会美少女達とも比肩して語られる四人の女生徒、3年の子安つばめ、2年の龍珠桃、1年の大仏こばち、不知火ころもを指す（本郷からのアプローチをハナにもかけなかった事も条件として語られている）。
都内ラーメン四天王
渋谷のサンちゃんこと中間管理職・小田島三郎、タクシードライバーの高円寺のJ鈴木、巣鴨の仙人ことかつてのラーメン王・田沼尊彦、神保町のマシマシママの4人のラーメン通に冠せられた称号。直接ストーリーを牽引するわけではないが、千花がラーメンを食べるエピソードや本編の脇役としてしばしば登場する。

## 書誌情報

### コミックス
- 赤坂アカ 『かぐや様は告らせたい〜天才たちの恋愛頭脳戦〜』 集英社〈ヤングジャンプ・コミックス〉、全28巻
  1. 2016年3月23日発行（3月18日発売[集 1]）、ISBN 978-4-08-890432-0
  2. 2016年7月24日発行（7月19日発売[集 2]）、ISBN 978-4-08-890468-9
  3. 2016年10月24日発行（10月19日発売[集 3]）、ISBN 978-4-08-890508-2
  4. 2017年1月24日発行（1月19日発売[集 4]）、ISBN 978-4-08-890572-3
  5. 2017年4月24日発行（4月19日発売[集 5]）、ISBN 978-4-08-890623-2
  6. 2017年7月24日発行（7月19日発売[集 6]）、ISBN 978-4-08-890702-4
  7. 2017年10月24日発行（10月19日発売[集 7]）、ISBN 978-4-08-890762-8
  8. 2018年1月24日発行（1月19日発売[集 8]）、ISBN 978-4-08-890840-3
  9. 2018年4月24日発行（4月19日発売[集 9]）、ISBN 978-4-08-890891-5
  10. 2018年6月24日発行（6月19日発売[集 10]）、ISBN 978-4-08-891041-3
  11. 2018年9月24日発行（9月19日発売[集 11]）、ISBN 978-4-08-891094-9
  12. 2018年12月24日発行（12月19日発売[集 12]）、ISBN 978-4-08-891178-6
  13. 2019年1月23日発行（1月18日発売[集 13]）、ISBN 978-4-08-891193-9
  14. 2019年3月24日発行（3月19日発売[集 14]）、ISBN 978-4-08-891231-8
  15. 2019年7月24日発行（7月19日発売[集 15]）、ISBN 978-4-08-891320-9
  16. 2019年9月24日発行（9月19日発売[集 16]）、ISBN 978-4-08-891367-4
  17. 2020年1月22日発行（1月17日発売[集 17]）、ISBN 978-4-08-891457-2
  18. 2020年4月22日発行（4月17日発売[集 18]）、ISBN 978-4-08-891527-2
  19. 2020年7月22日発行（7月17日発売[集 19]）、ISBN 978-4-08-891646-0
  20. 2020年11月24日発行（11月19日発売[集 20]）、ISBN 978-4-08-891716-0
  21. 2021年2月24日発行（2月19日発売[集 21]）、ISBN 978-4-08-891753-5
  22. 2021年5月24日発行（5月19日発売[集 22]）、ISBN 978-4-08-891870-9
    - 『アニメDVD同梱版』 同日発売[集 23]、ISBN 978-4-08-908401-4

  23. 2021年8月23日発行（8月18日発売[集 24]）、ISBN 978-4-08-892054-2
  24. 2021年12月22日発行（12月17日発売[集 25]）、ISBN 978-4-08-892161-7
  25. 2022年3月23日発行（3月18日発売[集 26]）、ISBN 978-4-08-892252-2
  26. 2022年6月22日発行（6月17日発売[集 27]）、ISBN 978-4-08-892364-2
  27. 2022年10月24日発行（10月19日発売[44]）、ISBN 978-4-08-892430-4
  28. 2022年12月24日発行（12月19日発売[45]）、ISBN 978-4-08-892534-9
- 原作：赤坂アカ、漫画：茶菓山しん太 『かぐや様は告らせたい 同人版』 集英社〈ヤングジャンプ・コミックス〉、全4巻
  1. 2018年12月24日発行（12月19日発売[集 28]）、ISBN 978-4-08-891179-3
  2. 2019年3月24日発行（3月19日発売[集 29]）、ISBN 978-4-08-891232-5
  3. 2020年1月22日発行（1月17日発売[集 30]）、ISBN 978-4-08-891459-6
  4. 2020年7月22日発行（7月17日発売[集 31]）、ISBN 978-4-08-891648-4
- 原作：赤坂アカ、漫画：G3井田 『かぐや様を語りたい』 集英社〈ヤングジャンプ・コミックス〉、全8巻
  1. 2019年3月24日発行（3月19日発売[集 32]）、ISBN 978-4-08-891233-2
  2. 2020年1月22日発行（1月17日発売[集 33]）、ISBN 978-4-08-891458-9
  3. 2020年7月22日発行（7月17日発売[集 34]）、ISBN 978-4-08-891647-7
  4. 2021年2月24日発行（2月19日発売[集 35]）、ISBN 978-4-08-891754-2
  5. 2021年8月23日発行（8月18日発売[集 36]）、ISBN 978-4-08-892055-9
  6. 2022年3月23日発行（3月18日発売[集 37]）、ISBN 978-4-08-892248-5
  7. 2022年10月24日発行（10月19日発売[集 38]）、ISBN 978-4-08-892510-3
  8. 2022年12月24日発行（12月19日発売[集 39]）、ISBN 978-4-08-892536-3

### ノベライズ
- 原作：赤坂アカ、小説：羊山十一郎『かぐや様は告らせたい 小説版』 集英社〈JUMP j BOOKS〉、全2巻
  - 〜秀知院学園七不思議〜　2018年9月24日発行（9月19日発売[集 40]）、ISBN 978-4-08-703446-2
  - 〜天才たちの恋愛人狼戦〜　2023年11月17日発売[集 41]、ISBN 978-4-08-703541-4
- 原作：赤坂アカ、小説：羊山十一郎、映画脚本：徳永友一『映画ノベライズ かぐや様は告らせたい〜天才たちの恋愛頭脳戦〜』 集英社〈集英社オレンジ文庫〉、全2巻
  - 2019年9月6日発売[集 42]、ISBN 978-4-08-680271-0
  - ファイナル　2021年8月20日発売[集 43]、ISBN 978-4-08-680403-5
- 原作・イラスト：赤坂アカ、小説：はのまきみ、映画脚本：徳永友一『かぐや様は告らせたい―天才たちの恋愛頭脳戦― 映画ノベライズ みらい文庫版』 集英社〈集英社みらい文庫〉、全2巻
  - 2019年9月6日発売[集 44]、ISBN 978-4-08-321525-4
  - ファイナル　2021年8月20日発売[集 45]、ISBN 978-4-08-321670-1
- 原作・イラスト：赤坂アカ、小説：はのまきみ『かぐや様は告らせたい―天才たちの恋愛頭脳戦― まんがノベライズ 恋のバトルのはじまり編』集英社〈集英社みらい文庫〉 2021年3月19日発売[集 46]、ISBN 978-4-08-321638-1

### ファンブック
- 赤坂アカ『かぐや様は告らせたい 公式ファンブック〜天才たちの恋愛戦術〜』 集英社〈ヤングジャンプコミックス〉、2019年1月18日発売[集 47]、ISBN 978-4-08-891194-6
- 赤坂アカ『かぐや様は告らせたい ラスト公式ファンブック 秀知院学園卒業パーティー〜かぐや様は祝われたい〜』 集英社〈ヤングジャンプコミックス〉、2022年12月19日発売[集 48]、ISBN 978-4-08-892559-2

## アニメ
テレビアニメ第1期は2019年1月から3月まで毎日放送・TOKYO MXほかにて放送された。ナレーションは青山穣。
テレビアニメ第2期『かぐや様は告らせたい？〜天才たちの恋愛頭脳戦〜』は、2019年10月19日開催の『ヤンジャン文化祭』のステージイベント内において制作が発表され、2020年4月から6月まで毎日放送ほかにて放送された。2021年5月19日にはOVAがコミックス22巻特装版に付属した。
テレビアニメ第3期は2020年10月25日にサンシティ越谷にて開催のスペシャルイベント『かぐや様は告らせたい on Stage 〜秀知院音楽譚〜』内にて上述のOVAと共に製作が発表された。『かぐや様は告らせたい-ウルトラロマンティック-』（かぐやさまはこくらせたい ウルトラロマンティック）のタイトルで、2022年4月から6月まで毎日放送ほかにて放送された。なお、第3期の詳細発表と同時にティザーPVを兼ねるWebアニメ「石上優は語りたい」がYouTubeのアニプレックス公式チャンネルにて公開された。
また、第3期の放送開始前に2022年1月8日から毎日放送で第2期第1話の再放送が行われる予定だったが、誤って第1期第1話が放送されるという放送事故が発生した。
第3期放送終了後には、新作アニメーションの制作が発表された。原作のクリスマス編に相当するエピソードがテレビスペシャル（TV SP）『かぐや様は告らせたい-ファーストキッスは終わらない-』のタイトルで制作された。テレビ放送に先駆け、全国51の劇場にて2022年12月17日に公開され、「TV SP」のテレビ放送は2023年3月31日より行われた。
テレビアニメのセレクション放送放送終了後には、新作テレビスペシャル『かぐや様は告らせたい 大人への階段』の製作決定が発表された。

### スタッフ
|                               | 第1期                          | 第2期                          | 第3期                          | TVSP                           |          |          |
| ----------------------------- | ------------------------------ | ------------------------------ | ------------------------------ | ------------------------------ | -------- | -------- |
| 原作                          | 赤坂アカ                       | 赤坂アカ                       | 赤坂アカ                       | 赤坂アカ                       |          |          |
| 監督                          | 畠山守                         | 畠山守                         | 畠山守                         | 畠山守                         |          |          |
| シリーズ構成                  | 中西やすひろ                   | 中西やすひろ                   | 中西やすひろ                   | 中西やすひろ                   |          |          |
| キャラクターデザイン          | 八尋裕子                       | 八尋裕子                       | 八尋裕子                       | 八尋裕子                       |          |          |
| プロップデザイン              | 木藤貴之                       | 木藤貴之                       | 木藤貴之                       | 木藤貴之                       |          |          |
| 美術監督                      | 若林里紗                       | 若林里紗                       | 若林里紗                       | 若林里紗                       |          |          |
| 美術設定                      | 松本浩樹                       | 松本浩樹                       | 松本浩樹                       | 松本浩樹                       |          |          |
| 美術設定                      | 小山真由子（第2期OVAを除く）   | 小山真由子（第2期OVAを除く）   | N/A                            | N/A                            |          |          |
| 美術設定                      | N/A                            | 平義樹弥（第2期OVAから）       | 平義樹弥（第2期OVAから）       | 平義樹弥（第2期OVAから）       |          |          |
| 色彩設計                      | ホカリカナコ（第2期OVAを除く） | ホカリカナコ（第2期OVAを除く） | ホカリカナコ（第2期OVAを除く） | ホカリカナコ（第2期OVAを除く） |          |          |
| 色彩設計                      | N/A                            | 村上彩夏（OVA）                | N/A                            | N/A                            |          |          |
| 色彩設計補佐                  | N/A                            | N/A                            | 村上彩夏                       | 村上彩夏                       |          |          |
| CG監督                        | 栗林裕紀                       | 栗林裕紀                       | 栗林裕紀                       | 栗林裕紀                       |          |          |
| 撮影監督                      | 岡﨑正春（第2期OVAを除く）     | 岡﨑正春（第2期OVAを除く）     | 岡﨑正春（第2期OVAを除く）     | 信川公哉                       |          |          |
| 撮影監督                      | N/A                            | 鈴木彬人（OVA）                | N/A                            | N/A                            |          |          |
| 編集                          | 松原理恵                       | 松原理恵                       | 松原理恵                       | 松原理恵                       |          |          |
| 音響監督                      | 明田川仁                       | 明田川仁                       | 明田川仁                       | 明田川仁                       |          |          |
| 音楽                          | 羽岡佳                         | 羽岡佳                         | 羽岡佳                         | 羽岡佳                         |          |          |
| 音楽プロデューサー            | 山内真治                       | 山内真治                       | 山内真治                       | 山内真治                       |          |          |
| 音楽制作                      | アニプレックス                 | アニプレックス                 | アニプレックス                 | アニプレックス                 |          |          |
| プロデューサー                | 石川達也、船越拓、前田俊博     | 石川達也、船越拓、前田俊博     | 石川達也、船越拓、前田俊博     | 石川達也、船越拓、前田俊博     |          |          |
| プロデューサー                | 中島直人                       | 林辰朗                         | 根岸弦輝                       | 根岸弦輝                       | 根岸弦輝 | 根岸弦輝 |
| アニメーション プロデューサー | 山田賢志郎                     | 山田賢志郎                     | N/A                            | N/A                            |          |          |
| アニメーション プロデューサー | N/A                            | 菊池雄一郎                     | 菊池雄一郎                     | 菊池雄一郎                     |          |          |
| アニメーション制作            | A-1 Pictures                   | A-1 Pictures                   | A-1 Pictures                   | A-1 Pictures                   |          |          |
| 製作                          | かぐや様は告らせたい製作委員会 | かぐや様は告らせたい製作委員会 | かぐや様は告らせたい製作委員会 | かぐや様は告らせたい製作委員会 |          |          |

### 主題歌

#### オープニングテーマ
全て、歌は鈴木雅之、作詞・作曲は水野良樹、編曲は本間昭光。
「ラブ・ドラマティック feat. 伊原六花」
第1期オープニングテーマ。フィーチャリングボーカルは伊原六花。
「DADDY! DADDY! DO! feat. 鈴木愛理」
第2期オープニングテーマ。フィーチャリングボーカルは鈴木愛理。
「GIRI GIRI」
第3期オープニングテーマ。フィーチャリングボーカルはすぅ。
「Love is Show」
『ファーストキッスは終わらない』オープニングテーマ。フィーチャリングボーカルは高城れに。

#### エンディングテーマ
「センチメンタルクライシス」
halcaによる第1期エンディングテーマ。作詞は宮嶋淳子、作曲・編曲は山田竜平。
「風に吹かれて」
福原遥による第2期エンディングテーマ。作詞・作曲は小倉しんこう、編曲は梅原新。
「ハートはお手上げ」
鈴木愛理による第3期エンディングテーマ。作詞は高橋久美子、作曲は水野良樹、編曲は本間昭光。
「My Nonfiction」
白銀御行（古川慎）と藤原千花（小原好美）による第3期第5話特別エンディングテーマ。作詞はあっこゴリラ、作曲はあっこゴリラとPARKGOLF、編曲はPARKGOLF。
「heart notes」
鈴木愛理による『ファーストキッスは終わらない』エンディングテーマ。作詞はmeg rock、作曲・編曲は杉山勝彦。

#### 挿入歌
「チカっとチカ千花っ♡」
藤原千花（小原好美）による第1期挿入歌。作詞は福島真希、作曲は福島節。
「やさしさの記憶」
maimieによる第2期挿入歌。作詞はくまのきよみ、作曲・編曲は羽岡佳。
「あなたの♡にヘッドショット！」
國土佳音による第3期挿入歌。作詞は赤坂アカ、作曲・編曲は羽岡佳。歌は國土佳音
「悲しくて lulululu」
早坂愛（花守ゆみり）による第3期挿入歌。作詞は赤坂アカとくまのきよみ、作曲は西田圭稀、編曲は安谷屋光生。
早坂がカラオケで歌った楽曲であり、サウンドトラックには草野華余子が歌う「悲しくて lulululu -Original ver.-」が収録されている。
「春色リップ」
告RADIO Loves 花守ゆみりによる第3期挿入歌。作詞・作曲・編曲は西田圭稀。
「センチメンタルクライシス」
halcaによる第3期挿入歌。作詞は宮嶋淳子、作曲・編曲は山田竜平。
「ロマンティックマニフェスト」
halcaによる『ファーストキッスは終わらない』挿入歌。作詞は宮嶋淳子、作曲・編曲は山田竜平。

### 評価
クランチロール・アニメアワード2024において、『かぐや様は告らせたい-ファーストキッスは終わらない-』が最優秀長編アニメ賞にノミネートされた。

### 各話リスト
| 話数   | サブタイトル                          | 脚本         | 絵コンテ              | 演出            | 作画監督                                                                          | 総作画監督                 | 初公開日       |       |       |       |       |       |       |       |       |       |       |       |       |       |       |       |       |       |
| 第1期  | 第1期                                 | 第1期        | 第1期                 | 第1期           | 第1期                                                                             | 第1期                      | 第1期          | 第1期 | 第1期 | 第1期 | 第1期 | 第1期 | 第1期 | 第1期 | 第1期 | 第1期 | 第1期 | 第1期 | 第1期 | 第1期 | 第1期 | 第1期 | 第1期 | 第1期 |
| ------ | ------------------------------------- | ------------ | --------------------- | --------------- | --------------------------------------------------------------------------------- | -------------------------- | -------------- | ----- | ----- | ----- | ----- | ----- | ----- | ----- | ----- | ----- | ----- | ----- | ----- | ----- | ----- | ----- | ----- | ----- |
| 第1話  | 映画に誘わせたい                      | 中西やすひろ | 畠山守                | 安部祐二郎      | 木藤貴之 佐藤好 川﨑玲奈                                                          | 八尋裕子                   | 2019年 1月12日 |       |       |       |       |       |       |       |       |       |       |       |       |       |       |       |       |       |
| 第1話  | かぐや様は止められたい                | 中西やすひろ | 畠山守                | 安部祐二郎      | 木藤貴之 佐藤好 川﨑玲奈                                                          | 八尋裕子                   | 2019年 1月12日 |       |       |       |       |       |       |       |       |       |       |       |       |       |       |       |       |       |
| 第1話  | かぐや様はいただきたい                | 中西やすひろ | 畠山守                | 安部祐二郎      | 木藤貴之 佐藤好 川﨑玲奈                                                          | 八尋裕子                   | 2019年 1月12日 |       |       |       |       |       |       |       |       |       |       |       |       |       |       |       |       |       |
| 第2話  | かぐや様は交換したい                  | 中西やすひろ | 十的一発              | 久保太郎        | 石川洋一 井元一彰                                                                 | 矢向宏志                   | 1月19日        |       |       |       |       |       |       |       |       |       |       |       |       |       |       |       |       |       |
| 第2話  | 藤原ちゃんは出かけたい                | 中西やすひろ | 十的一発              | 久保太郎        | 石川洋一 井元一彰                                                                 | 矢向宏志                   | 1月19日        |       |       |       |       |       |       |       |       |       |       |       |       |       |       |       |       |       |
| 第2話  | 白銀御行は隠したい                    | 中西やすひろ | 十的一発              | 久保太郎        | 石川洋一 井元一彰                                                                 | 矢向宏志                   | 1月19日        |       |       |       |       |       |       |       |       |       |       |       |       |       |       |       |       |       |
| 第3話  | 白銀御行はまだしてない                | 菅原雪絵     | 畠山守                | イソノ          | 針場裕子 石崎夏海                                                                 | 針場裕子                   | 1月26日        |       |       |       |       |       |       |       |       |       |       |       |       |       |       |       |       |       |
| 第3話  | かぐや様は当てられたい                | 菅原雪絵     | 畠山守                | イソノ          | 針場裕子 石崎夏海                                                                 | 針場裕子                   | 1月26日        |       |       |       |       |       |       |       |       |       |       |       |       |       |       |       |       |       |
| 第3話  | かぐや様は歩きたい                    | 菅原雪絵     | 畠山守                | イソノ          | 針場裕子 石崎夏海                                                                 | 針場裕子                   | 1月26日        |       |       |       |       |       |       |       |       |       |       |       |       |       |       |       |       |       |
| 第4話  | かぐや様は愛でたい                    | 菅原雪絵     | 小原正和              | 宇都宮正記      | 山田俊太郎 鎌田均 石川洋一 川﨑玲奈                                               | 矢向宏志                   | 2月2日         |       |       |       |       |       |       |       |       |       |       |       |       |       |       |       |       |       |
| 第4話  | 生徒会は言わせたい                    | 菅原雪絵     | 小原正和              | 宇都宮正記      | 山田俊太郎 鎌田均 石川洋一 川﨑玲奈                                               | 矢向宏志                   | 2月2日         |       |       |       |       |       |       |       |       |       |       |       |       |       |       |       |       |       |
| 第4話  | かぐや様は送らせたい                  | 菅原雪絵     | 小原正和              | 宇都宮正記      | 山田俊太郎 鎌田均 石川洋一 川﨑玲奈                                               | 矢向宏志                   | 2月2日         |       |       |       |       |       |       |       |       |       |       |       |       |       |       |       |       |       |
| 第4話  | 白銀御行は話したい                    | 菅原雪絵     | 小原正和              | 宇都宮正記      | 山田俊太郎 鎌田均 石川洋一 川﨑玲奈                                               | 矢向宏志                   | 2月2日         |       |       |       |       |       |       |       |       |       |       |       |       |       |       |       |       |       |
| 第5話  | かぐや様はこなしたい                  | 中西やすひろ | 及川啓                | 飛田剛          | 野間聡司 山崎浩平 ウクレレ善似郎                                                  | 鳥居貴史                   | 2月9日         |       |       |       |       |       |       |       |       |       |       |       |       |       |       |       |       |       |
| 第5話  | 白銀御行は見せつけたい                | 中西やすひろ | 及川啓                | 飛田剛          | 野間聡司 山崎浩平 ウクレレ善似郎                                                  | 鳥居貴史                   | 2月9日         |       |       |       |       |       |       |       |       |       |       |       |       |       |       |       |       |       |
| 第5話  | かぐや様は差されたい                  | 中西やすひろ | 及川啓                | 飛田剛          | 野間聡司 山崎浩平 ウクレレ善似郎                                                  | 鳥居貴史                   | 2月9日         |       |       |       |       |       |       |       |       |       |       |       |       |       |       |       |       |       |
| 第6話  | 石上優は生き延びたい                  | 菅原雪絵     | 畠山守                | 菊池貴行        | 佐藤好 井元一彰 木藤貴之                                                          | 矢向宏志                   | 2月16日        |       |       |       |       |       |       |       |       |       |       |       |       |       |       |       |       |       |
| 第6話  | 藤原千花はテストしたい                | 菅原雪絵     | 畠山守                | 菊池貴行        | 佐藤好 井元一彰 木藤貴之                                                          | 矢向宏志                   | 2月16日        |       |       |       |       |       |       |       |       |       |       |       |       |       |       |       |       |       |
| 第6話  | かぐや様は気づかれたい                | 菅原雪絵     | 畠山守                | 菊池貴行        | 佐藤好 井元一彰 木藤貴之                                                          | 矢向宏志                   | 2月16日        |       |       |       |       |       |       |       |       |       |       |       |       |       |       |       |       |       |
| 第7話  | 白銀御行は働きたい                    | 中西やすひろ | 畠山守                | 安部祐二郎      | ぐんそう 山口仁七 山崎浩平 野間聡司                                               | 八尋裕子                   | 2月23日        |       |       |       |       |       |       |       |       |       |       |       |       |       |       |       |       |       |
| 第7話  | かぐや様は入れたい                    | 中西やすひろ | 畠山守                | 安部祐二郎      | ぐんそう 山口仁七 山崎浩平 野間聡司                                               | 八尋裕子                   | 2月23日        |       |       |       |       |       |       |       |       |       |       |       |       |       |       |       |       |       |
| 第7話  | かぐや様は堪えたい                    | 中西やすひろ | 畠山守                | 安部祐二郎      | ぐんそう 山口仁七 山崎浩平 野間聡司                                               | 八尋裕子                   | 2月23日        |       |       |       |       |       |       |       |       |       |       |       |       |       |       |       |       |       |
| 第8話  | かぐや様は呼ばせたい                  | 中西やすひろ | 斉藤哲人              | 久保太郎        | 川﨑玲奈 Park ae-lee 橋口隼人 石川洋一                                            | 矢向宏志                   | 3月2日         |       |       |       |       |       |       |       |       |       |       |       |       |       |       |       |       |       |
| 第8話  | 白銀御行は負けられない                | 中西やすひろ | 斉藤哲人              | 久保太郎        | 川﨑玲奈 Park ae-lee 橋口隼人 石川洋一                                            | 矢向宏志                   | 3月2日         |       |       |       |       |       |       |       |       |       |       |       |       |       |       |       |       |       |
| 第8話  | そして石上優は目を閉じた              | 中西やすひろ | 斉藤哲人              | 久保太郎        | 川﨑玲奈 Park ae-lee 橋口隼人 石川洋一                                            | 矢向宏志                   | 3月2日         |       |       |       |       |       |       |       |       |       |       |       |       |       |       |       |       |       |
| 第9話  | かぐや様は送りたい                    | 菅原雪絵     | 小原正和              | 小原正和        | 山田俊太郎 石崎夏海 針場裕子                                                      | 針場裕子                   | 3月9日         |       |       |       |       |       |       |       |       |       |       |       |       |       |       |       |       |       |
| 第9話  | 藤原千花は見舞いたい                  | 菅原雪絵     | 小原正和              | 小原正和        | 山田俊太郎 石崎夏海 針場裕子                                                      | 針場裕子                   | 3月9日         |       |       |       |       |       |       |       |       |       |       |       |       |       |       |       |       |       |
| 第9話  | 四宮かぐやについて①                   | 菅原雪絵     | 小原正和              | 小原正和        | 山田俊太郎 石崎夏海 針場裕子                                                      | 針場裕子                   | 3月9日         |       |       |       |       |       |       |       |       |       |       |       |       |       |       |       |       |       |
| 第10話 | かぐや様は許せない                    | 中西やすひろ | 藤澤俊幸              | 飛田剛          | 井元一彰 山崎浩平 佐藤好 鳥居貴史                                                 | 鳥居貴史                   | 3月16日        |       |       |       |       |       |       |       |       |       |       |       |       |       |       |       |       |       |
| 第10話 | かぐや様は許したい                    | 中西やすひろ | 藤澤俊幸              | 飛田剛          | 井元一彰 山崎浩平 佐藤好 鳥居貴史                                                 | 鳥居貴史                   | 3月16日        |       |       |       |       |       |       |       |       |       |       |       |       |       |       |       |       |       |
| 第10話 | 白銀御行は出かけたい                  | 中西やすひろ | 藤澤俊幸              | 飛田剛          | 井元一彰 山崎浩平 佐藤好 鳥居貴史                                                 | 鳥居貴史                   | 3月16日        |       |       |       |       |       |       |       |       |       |       |       |       |       |       |       |       |       |
| 第11話 | 早坂愛は浸かりたい                    | 中西やすひろ | 中村哲治              | 池田愛彩        | 木藤貴之 野間聡司 山口仁七 Park ae-lee Hong yu-mi                                 | 矢向宏志                   | 3月23日        |       |       |       |       |       |       |       |       |       |       |       |       |       |       |       |       |       |
| 第11話 | 藤原千花は超食べたい                  | 中西やすひろ | 中村哲治              | 池田愛彩        | 木藤貴之 野間聡司 山口仁七 Park ae-lee Hong yu-mi                                 | 矢向宏志                   | 3月23日        |       |       |       |       |       |       |       |       |       |       |       |       |       |       |       |       |       |
| 第11話 | 白銀御行は出会いたい                  | 中西やすひろ | 中村哲治              | 池田愛彩        | 木藤貴之 野間聡司 山口仁七 Park ae-lee Hong yu-mi                                 | 矢向宏志                   | 3月23日        |       |       |       |       |       |       |       |       |       |       |       |       |       |       |       |       |       |
| 第11話 | 花火の音は聞こえない 前編             | 中西やすひろ | 中村哲治              | 池田愛彩        | 木藤貴之 野間聡司 山口仁七 Park ae-lee Hong yu-mi                                 | 矢向宏志                   | 3月23日        |       |       |       |       |       |       |       |       |       |       |       |       |       |       |       |       |       |
| 第12話 | 花火の音は聞こえない 後編             | 菅原雪絵     | 畠山守                | 菊池貴行 畠山守 | 石崎夏海、川﨑玲奈 ぐんそう、佐藤好 石川洋一、針場裕子 Park ae-lee Shim min-hyeon | 八尋裕子                   | 3月30日        |       |       |       |       |       |       |       |       |       |       |       |       |       |       |       |       |       |
| 第12話 | かぐや様は避けたくない                | 菅原雪絵     | 畠山守                | 菊池貴行 畠山守 | 石崎夏海、川﨑玲奈 ぐんそう、佐藤好 石川洋一、針場裕子 Park ae-lee Shim min-hyeon | 八尋裕子                   | 3月30日        |       |       |       |       |       |       |       |       |       |       |       |       |       |       |       |       |       |
| 第2期  |                                       |              |                       |                 |                                                                                   |                            |                |       |       |       |       |       |       |       |       |       |       |       |       |       |       |       |       |       |
| 第1話  | 早坂愛は防ぎたい                      | 中西やすひろ | 畠山守                | 飛田剛          | 佐藤好 木藤貴之 野間総司 山田俊太郎                                               | 矢向宏志                   | 2020年 4月11日 |       |       |       |       |       |       |       |       |       |       |       |       |       |       |       |       |       |
| 第1話  | 生徒会は神ってない                    | 中西やすひろ | 畠山守                | 飛田剛          | 佐藤好 木藤貴之 野間総司 山田俊太郎                                               | 矢向宏志                   | 2020年 4月11日 |       |       |       |       |       |       |       |       |       |       |       |       |       |       |       |       |       |
| 第1話  | かぐや様は結婚したい                  | 中西やすひろ | 畠山守                | 飛田剛          | 佐藤好 木藤貴之 野間総司 山田俊太郎                                               | 矢向宏志                   | 2020年 4月11日 |       |       |       |       |       |       |       |       |       |       |       |       |       |       |       |       |       |
| 第1話  | かぐや様は祝いたい                    | 中西やすひろ | 畠山守                | 飛田剛          | 佐藤好 木藤貴之 野間総司 山田俊太郎                                               | 矢向宏志                   | 2020年 4月11日 |       |       |       |       |       |       |       |       |       |       |       |       |       |       |       |       |       |
| 第2話  | かぐや様は聞き出したい                | 中西やすひろ | 十的一発              | 久保太郎        | 木藤貴之 野間総司 佐藤好                                                          | 矢向宏志                   | 4月18日        |       |       |       |       |       |       |       |       |       |       |       |       |       |       |       |       |       |
| 第2話  | かぐや様は贈りたい                    | 中西やすひろ | 十的一発              | 久保太郎        | 木藤貴之 野間総司 佐藤好                                                          | 矢向宏志                   | 4月18日        |       |       |       |       |       |       |       |       |       |       |       |       |       |       |       |       |       |
| 第2話  | 藤原千花は確かめたい                  | 中西やすひろ | 十的一発              | 久保太郎        | 木藤貴之 野間総司 佐藤好                                                          | 矢向宏志                   | 4月18日        |       |       |       |       |       |       |       |       |       |       |       |       |       |       |       |       |       |
| 第3話  | 白銀御行は見上げたい                  | 菅原雪絵     | 安部裕二郎            | 安部裕二郎      | 山崎浩平 川﨑玲奈                                                                 | 八尋裕子 山口仁七 矢向宏志 | 4月25日        |       |       |       |       |       |       |       |       |       |       |       |       |       |       |       |       |       |
| 第3話  | 第67期生徒会                          | 菅原雪絵     | 安部裕二郎            | 安部裕二郎      | 山崎浩平 川﨑玲奈                                                                 | 八尋裕子 山口仁七 矢向宏志 | 4月25日        |       |       |       |       |       |       |       |       |       |       |       |       |       |       |       |       |       |
| 第3話  | かぐや様は呼びたくない                | 菅原雪絵     | 安部裕二郎            | 安部裕二郎      | 山崎浩平 川﨑玲奈                                                                 | 八尋裕子 山口仁七 矢向宏志 | 4月25日        |       |       |       |       |       |       |       |       |       |       |       |       |       |       |       |       |       |
| 第4話  | 早坂愛はオトしたい                    | 菅原雪絵     | 畠山守                | 池田愛彩        | 針場裕子 石崎夏海                                                                 | 針場裕子                   | 5月2日         |       |       |       |       |       |       |       |       |       |       |       |       |       |       |       |       |       |
| 第4話  | かぐや様は告ら"れ"たい                | 菅原雪絵     | 畠山守                | 池田愛彩        | 針場裕子 石崎夏海                                                                 | 針場裕子                   | 5月2日         |       |       |       |       |       |       |       |       |       |       |       |       |       |       |       |       |       |
| 第4話  | 伊井野ミコは正したい                  | 菅原雪絵     | 畠山守                | 池田愛彩        | 針場裕子 石崎夏海                                                                 | 針場裕子                   | 5月2日         |       |       |       |       |       |       |       |       |       |       |       |       |       |       |       |       |       |
| 第5話  | 白銀御行はモテたい                    | 中西やすひろ | 藤澤俊幸              | 菊池貴行        | 橋口隼人 山田俊太郎 井元一彰                                                      | 針場裕子                   | 5月9日         |       |       |       |       |       |       |       |       |       |       |       |       |       |       |       |       |       |
| 第5話  | 柏木渚は慰めたい                      | 中西やすひろ | 藤澤俊幸              | 菊池貴行        | 橋口隼人 山田俊太郎 井元一彰                                                      | 針場裕子                   | 5月9日         |       |       |       |       |       |       |       |       |       |       |       |       |       |       |       |       |       |
| 第5話  | 白銀御行は歌いたい                    | 中西やすひろ | 藤澤俊幸              | 菊池貴行        | 橋口隼人 山田俊太郎 井元一彰                                                      | 針場裕子                   | 5月9日         |       |       |       |       |       |       |       |       |       |       |       |       |       |       |       |       |       |
| 第5話  | かぐや様は蹴落としたい                | 中西やすひろ | 藤澤俊幸              | 菊池貴行        | 橋口隼人 山田俊太郎 井元一彰                                                      | 針場裕子                   | 5月9日         |       |       |       |       |       |       |       |       |       |       |       |       |       |       |       |       |       |
| 第6話  | 伊井野ミコを笑わせない                | 中西やすひろ | 畠山守                | 仁科邦康        | 斉藤準一 石川洋一 Park ae-lee                                                     | 矢向宏志                   | 5月16日        |       |       |       |       |       |       |       |       |       |       |       |       |       |       |       |       |       |
| 第6話  | 伊井野ミコを笑わせたい                | 中西やすひろ | 畠山守                | 仁科邦康        | 斉藤準一 石川洋一 Park ae-lee                                                     | 矢向宏志                   | 5月16日        |       |       |       |       |       |       |       |       |       |       |       |       |       |       |       |       |       |
| 第6話  | かぐや様は呼ばれない                  | 中西やすひろ | 畠山守                | 仁科邦康        | 斉藤準一 石川洋一 Park ae-lee                                                     | 矢向宏志                   | 5月16日        |       |       |       |       |       |       |       |       |       |       |       |       |       |       |       |       |       |
| 第7話  | かぐや様は脱がせたい                  | 菅原雪絵     | 池田愛彩              | 池田愛彩        | 針場裕子 石崎夏海                                                                 | 針場裕子                   | 5月23日        |       |       |       |       |       |       |       |       |       |       |       |       |       |       |       |       |       |
| 第7話  | かぐや様は出させたい                  | 菅原雪絵     | 池田愛彩              | 池田愛彩        | 針場裕子 石崎夏海                                                                 | 針場裕子                   | 5月23日        |       |       |       |       |       |       |       |       |       |       |       |       |       |       |       |       |       |
| 第7話  | 白銀御行は読ませたい                  | 菅原雪絵     | 池田愛彩              | 池田愛彩        | 針場裕子 石崎夏海                                                                 | 針場裕子                   | 5月23日        |       |       |       |       |       |       |       |       |       |       |       |       |       |       |       |       |       |
| 第7話  | かぐや様♡アクアリウム                 | 菅原雪絵     | 池田愛彩              | 池田愛彩        | 針場裕子 石崎夏海                                                                 | 針場裕子                   | 5月23日        |       |       |       |       |       |       |       |       |       |       |       |       |       |       |       |       |       |
| 第8話  | 伊井野ミコは抑えたい                  | 菅原雪絵     | 飛田剛                | 飛田剛          | 斉藤準一 石川洋一 Park ae-lee                                                     | 田中紀衣                   | 5月30日        |       |       |       |       |       |       |       |       |       |       |       |       |       |       |       |       |       |
| 第8話  | かぐや様は怯えない                    | 菅原雪絵     | 飛田剛                | 飛田剛          | 斉藤準一 石川洋一 Park ae-lee                                                     | 田中紀衣                   | 5月30日        |       |       |       |       |       |       |       |       |       |       |       |       |       |       |       |       |       |
| 第8話  | かぐや様は診られたい                  | 菅原雪絵     | 飛田剛                | 飛田剛          | 斉藤準一 石川洋一 Park ae-lee                                                     | 田中紀衣                   | 5月30日        |       |       |       |       |       |       |       |       |       |       |       |       |       |       |       |       |       |
| 第9話  | そして石上優は目を閉じた②             | 中西やすひろ | 畠山守                | 愛敬亮太        | 川﨑玲奈 山崎浩平                                                                 | 山口仁七 矢向宏志          | 6月6日         |       |       |       |       |       |       |       |       |       |       |       |       |       |       |       |       |       |
| 第9話  | かぐや様は触りたい                    | 中西やすひろ | 畠山守                | 愛敬亮太        | 川﨑玲奈 山崎浩平                                                                 | 山口仁七 矢向宏志          | 6月6日         |       |       |       |       |       |       |       |       |       |       |       |       |       |       |       |       |       |
| 第9話  | かぐや様は断らない                    | 中西やすひろ | 畠山守                | 愛敬亮太        | 川﨑玲奈 山崎浩平                                                                 | 山口仁七 矢向宏志          | 6月6日         |       |       |       |       |       |       |       |       |       |       |       |       |       |       |       |       |       |
| 第10話 | 白銀圭は話せない                      | 菅原雪絵     | トシコトミコ 小原正和 | 菊池貴行        | 斉藤準一 石川洋一                                                                 | 矢向宏志                   | 6月13日        |       |       |       |       |       |       |       |       |       |       |       |       |       |       |       |       |       |
| 第10話 | 白銀御行は踊りたい                    | 菅原雪絵     | トシコトミコ 小原正和 | 菊池貴行        | 斉藤準一 石川洋一                                                                 | 矢向宏志                   | 6月13日        |       |       |       |       |       |       |       |       |       |       |       |       |       |       |       |       |       |
| 第10話 | 大仏こばちは取り締まりたい            | 菅原雪絵     | トシコトミコ 小原正和 | 菊池貴行        | 斉藤準一 石川洋一                                                                 | 矢向宏志                   | 6月13日        |       |       |       |       |       |       |       |       |       |       |       |       |       |       |       |       |       |
| 第10話 | 白銀父は聞き出したい                  | 菅原雪絵     | トシコトミコ 小原正和 | 菊池貴行        | 斉藤準一 石川洋一                                                                 | 矢向宏志                   | 6月13日        |       |       |       |       |       |       |       |       |       |       |       |       |       |       |       |       |       |
| 第11話 | そして石上優は目を閉じた③             | 菅原雪絵     | 相澤伽月              | 鈴木萌          | 佐藤好 木藤貴之 野間聡司 Park ae-lee                                              | 矢向宏志                   | 6月20日        |       |       |       |       |       |       |       |       |       |       |       |       |       |       |       |       |       |
| 第11話 | 白銀御行と石上優                      | 菅原雪絵     | 相澤伽月              | 鈴木萌          | 佐藤好 木藤貴之 野間聡司 Park ae-lee                                              | 矢向宏志                   | 6月20日        |       |       |       |       |       |       |       |       |       |       |       |       |       |       |       |       |       |
| 第11話 | 大友京子は気づかない                  | 菅原雪絵     | 相澤伽月              | 鈴木萌          | 佐藤好 木藤貴之 野間聡司 Park ae-lee                                              | 矢向宏志                   | 6月20日        |       |       |       |       |       |       |       |       |       |       |       |       |       |       |       |       |       |
| 第12話 | 生徒会は撮られたい                    | 中西やすひろ | 畠山守                | 安部裕二郎      | Park ae-lee 川﨑玲奈 橋口隼人 山田俊太郎 井元一彰                                 | 田中紀衣                   | 6月27日        |       |       |       |       |       |       |       |       |       |       |       |       |       |       |       |       |       |
| 第12話 | 生徒会は撮らせたい                    | 中西やすひろ | 畠山守                | 安部裕二郎      | Park ae-lee 川﨑玲奈 橋口隼人 山田俊太郎 井元一彰                                 | 田中紀衣                   | 6月27日        |       |       |       |       |       |       |       |       |       |       |       |       |       |       |       |       |       |
| 第12話 | 藤原千花は膨らませたい                | 中西やすひろ | 畠山守                | 安部裕二郎      | Park ae-lee 川﨑玲奈 橋口隼人 山田俊太郎 井元一彰                                 | 田中紀衣                   | 6月27日        |       |       |       |       |       |       |       |       |       |       |       |       |       |       |       |       |       |
| OVA    | かぐや様ダークネスvolume 1            | 中西やすひろ | 畠山守 十的一発       | 久保太郎        | 野間聡司 斉藤準一 木藤貴之 石川洋一                                               | 矢向宏志                   | 2021年 5月19日 |       |       |       |       |       |       |       |       |       |       |       |       |       |       |       |       |       |
| OVA    | かぐや様ダークネスvolume 2            | 中西やすひろ | 畠山守 十的一発       | 久保太郎        | 野間聡司 斉藤準一 木藤貴之 石川洋一                                               | 矢向宏志                   | 2021年 5月19日 |       |       |       |       |       |       |       |       |       |       |       |       |       |       |       |       |       |
| OVA    | かぐや様は食べさせたい                | 中西やすひろ | 畠山守 十的一発       | 久保太郎        | 野間聡司 斉藤準一 木藤貴之 石川洋一                                               | 矢向宏志                   | 2021年 5月19日 |       |       |       |       |       |       |       |       |       |       |       |       |       |       |       |       |       |
| 第3期  |                                       |              |                       |                 |                                                                                   |                            |                |       |       |       |       |       |       |       |       |       |       |       |       |       |       |       |       |       |
| PV     | 石上優は語りたい                      | 中西やすひろ | 畠山守                | 池田愛彩        | 水谷雄一郎                                                                        | 矢向宏志                   | 10月29日       |       |       |       |       |       |       |       |       |       |       |       |       |       |       |       |       |       |
| 第1話  | 伊井野ミコは癒されたい                | 中西やすひろ | 畠山守                | 畠山守 菊池貴行 | 太田慎之介                                                                        | -                          | 2022年 4月9日  |       |       |       |       |       |       |       |       |       |       |       |       |       |       |       |       |       |
| 第1話  | かぐや様は気づかない                  | 中西やすひろ | 畠山守                | 畠山守 菊池貴行 | 太田慎之介                                                                        | -                          | 2022年 4月9日  |       |       |       |       |       |       |       |       |       |       |       |       |       |       |       |       |       |
| 第1話  | 藤原千花は闘いたい                    | 中西やすひろ | 畠山守                | 畠山守 菊池貴行 | 太田慎之介                                                                        | -                          | 2022年 4月9日  |       |       |       |       |       |       |       |       |       |       |       |       |       |       |       |       |       |
| 第2話  | 白銀御行は取り持ちたい                | 中西やすひろ | 小原正和              | 小原正和        | 大久保洸太郎 石川洋一                                                             | 吉備団子14号               | 4月16日        |       |       |       |       |       |       |       |       |       |       |       |       |       |       |       |       |       |
| 第2話  | かぐや様は連れ出したい                | 中西やすひろ | 小原正和              | 小原正和        | 大久保洸太郎 石川洋一                                                             | 吉備団子14号               | 4月16日        |       |       |       |       |       |       |       |       |       |       |       |       |       |       |       |       |       |
| 第2話  | かぐや様は阻止したい                  | 中西やすひろ | 小原正和              | 小原正和        | 大久保洸太郎 石川洋一                                                             | 吉備団子14号               | 4月16日        |       |       |       |       |       |       |       |       |       |       |       |       |       |       |       |       |       |
| 第3話  | 柏木渚は誅したい                      | 菅原雪絵     | 畠山守                | 池田愛彩        | 矢向宏志 水谷雄一郎 横山穂乃花                                                    | 矢向宏志                   | 4月23日        |       |       |       |       |       |       |       |       |       |       |       |       |       |       |       |       |       |
| 第3話  | 四条眞妃は何とかしたい                | 菅原雪絵     | 畠山守                | 池田愛彩        | 矢向宏志 水谷雄一郎 横山穂乃花                                                    | 矢向宏志                   | 4月23日        |       |       |       |       |       |       |       |       |       |       |       |       |       |       |       |       |       |
| 第3話  | 白銀御行は信じられたい                | 菅原雪絵     | 畠山守                | 池田愛彩        | 矢向宏志 水谷雄一郎 横山穂乃花                                                    | 矢向宏志                   | 4月23日        |       |       |       |       |       |       |       |       |       |       |       |       |       |       |       |       |       |
| 第4話  | 四宮かぐやの無理難題「燕の子安貝」編① | 菅原雪絵     | 亀井幹太              | 飛田剛          | 野間聡司 橋口隼人                                                                 | 川上哲也                   | 4月30日        |       |       |       |       |       |       |       |       |       |       |       |       |       |       |       |       |       |
| 第4話  | 石上優はこたえたい                    | 菅原雪絵     | 亀井幹太              | 飛田剛          | 野間聡司 橋口隼人                                                                 | 川上哲也                   | 4月30日        |       |       |       |       |       |       |       |       |       |       |       |       |       |       |       |       |       |
| 第4話  | 藤原千花は泊まりたい                  | 菅原雪絵     | 亀井幹太              | 飛田剛          | 野間聡司 橋口隼人                                                                 | 川上哲也                   | 4月30日        |       |       |       |       |       |       |       |       |       |       |       |       |       |       |       |       |       |
| 第5話  | 藤原千花は刻みたい                    | 中西やすひろ | 渡部隠寛 畠山守       | 菊池貴行        | 斉藤準一 世良コータ 横山穂乃花                                                    | 針場裕子 田中紀衣          | 5月7日         |       |       |       |       |       |       |       |       |       |       |       |       |       |       |       |       |       |
| 第5話  | 早坂愛は話したい                      | 中西やすひろ | 渡部隠寛 畠山守       | 菊池貴行        | 斉藤準一 世良コータ 横山穂乃花                                                    | 針場裕子 田中紀衣          | 5月7日         |       |       |       |       |       |       |       |       |       |       |       |       |       |       |       |       |       |
| 第5話  | 四条眞妃は頼りたい                    | 中西やすひろ | 渡部隠寛 畠山守       | 菊池貴行        | 斉藤準一 世良コータ 横山穂乃花                                                    | 針場裕子 田中紀衣          | 5月7日         |       |       |       |       |       |       |       |       |       |       |       |       |       |       |       |       |       |
| 第6話  | 生徒会は進みたい                      | 中西やすひろ | 川畑喬                | 中西基樹        | 山田俊太郎 木佐貫真矢 大久保洸太郎 永野美春 加藤愛仁 井元一彰                     | 矢向宏志                   | 5月14日        |       |       |       |       |       |       |       |       |       |       |       |       |       |       |       |       |       |
| 第6話  | 白銀御行は告らせたい②                 | 中西やすひろ | 川畑喬                | 中西基樹        | 山田俊太郎 木佐貫真矢 大久保洸太郎 永野美春 加藤愛仁 井元一彰                     | 矢向宏志                   | 5月14日        |       |       |       |       |       |       |       |       |       |       |       |       |       |       |       |       |       |
| 第6話  | 白銀御行は告らせたい③                 | 中西やすひろ | 川畑喬                | 中西基樹        | 山田俊太郎 木佐貫真矢 大久保洸太郎 永野美春 加藤愛仁 井元一彰                     | 矢向宏志                   | 5月14日        |       |       |       |       |       |       |       |       |       |       |       |       |       |       |       |       |       |
| 第7話  | 伊井野ミコは愛せない①                 | 菅原雪絵     | 畠山守                | 渡辺有紀        | 山崎浩平 野間聡司                                                                 | 田中紀衣                   | 5月21日        |       |       |       |       |       |       |       |       |       |       |       |       |       |       |       |       |       |
| 第7話  | 文化祭を語りたい                      | 菅原雪絵     | 畠山守                | 渡辺有紀        | 山崎浩平 野間聡司                                                                 | 田中紀衣                   | 5月21日        |       |       |       |       |       |       |       |       |       |       |       |       |       |       |       |       |       |
| 第7話  | 白銀御行は膨らませたい                | 菅原雪絵     | 畠山守                | 渡辺有紀        | 山崎浩平 野間聡司                                                                 | 田中紀衣                   | 5月21日        |       |       |       |       |       |       |       |       |       |       |       |       |       |       |       |       |       |
| 第8話  | 白銀圭は見せつけたい                  | 菅原雪絵     | 木村延景              | 木村延景        | 水谷雄一郎 木藤貴之 石川洋一 永野美春                                             | 吉備団子14号               | 5月28日        |       |       |       |       |       |       |       |       |       |       |       |       |       |       |       |       |       |
| 第8話  | 四宮かぐやについて②                   | 菅原雪絵     | 木村延景              | 木村延景        | 水谷雄一郎 木藤貴之 石川洋一 永野美春                                             | 吉備団子14号               | 5月28日        |       |       |       |       |       |       |       |       |       |       |       |       |       |       |       |       |       |
| 第8話  | かぐや様は告りたい                    | 菅原雪絵     | 木村延景              | 木村延景        | 水谷雄一郎 木藤貴之 石川洋一 永野美春                                             | 吉備団子14号               | 5月28日        |       |       |       |       |       |       |       |       |       |       |       |       |       |       |       |       |       |
| 第9話  | 1年生 春                              | 中西やすひろ | 畠山守                | 中西基樹        | 川﨑玲奈 山崎浩平                                                                 | 川上哲也                   | 6月4日         |       |       |       |       |       |       |       |       |       |       |       |       |       |       |       |       |       |
| 第9話  | かぐや様の文化祭                      | 中西やすひろ | 畠山守                | 中西基樹        | 川﨑玲奈 山崎浩平                                                                 | 川上哲也                   | 6月4日         |       |       |       |       |       |       |       |       |       |       |       |       |       |       |       |       |       |
| 第9話  | 石上優の文化祭                        | 中西やすひろ | 畠山守                | 中西基樹        | 川﨑玲奈 山崎浩平                                                                 | 川上哲也                   | 6月4日         |       |       |       |       |       |       |       |       |       |       |       |       |       |       |       |       |       |
| 第10話 | 槇原こずえは遊びたい                  | 中西やすひろ | 牛嶋新一郎            | 北村翔太郎      | 太田慎之介 世良コータ 横山穂乃花                                                  | 晶貴孝二                   | 6月11日        |       |       |       |       |       |       |       |       |       |       |       |       |       |       |       |       |       |
| 第10話 | 藤原千花は暴きたい                    | 中西やすひろ | 牛嶋新一郎            | 北村翔太郎      | 太田慎之介 世良コータ 横山穂乃花                                                  | 晶貴孝二                   | 6月11日        |       |       |       |       |       |       |       |       |       |       |       |       |       |       |       |       |       |
| 第10話 | 白銀御行の文化祭                      | 中西やすひろ | 牛嶋新一郎            | 北村翔太郎      | 太田慎之介 世良コータ 横山穂乃花                                                  | 晶貴孝二                   | 6月11日        |       |       |       |       |       |       |       |       |       |       |       |       |       |       |       |       |       |
| 第11話 | 白銀御行は告らせたい④                 | 菅原雪絵     | 愛敬亮太              | 愛敬亮太        | 永野美春 山崎浩平 斉藤準一                                                        | 矢向宏志                   | 6月18日        |       |       |       |       |       |       |       |       |       |       |       |       |       |       |       |       |       |
| 第11話 | 子安つばめは断りたい                  | 菅原雪絵     | 愛敬亮太              | 愛敬亮太        | 永野美春 山崎浩平 斉藤準一                                                        | 矢向宏志                   | 6月18日        |       |       |       |       |       |       |       |       |       |       |       |       |       |       |       |       |       |
| 第11話 | 白銀御行は告らせたい⑤                 | 菅原雪絵     | 愛敬亮太              | 愛敬亮太        | 永野美春 山崎浩平 斉藤準一                                                        | 矢向宏志                   | 6月18日        |       |       |       |       |       |       |       |       |       |       |       |       |       |       |       |       |       |
| 第12話 | かぐや様は告りたい②                   | 中西やすひろ | 畠山守                | 飛田剛          | 大久保洸太郎 野間聡司 石川洋一 永野美春                                           | 川上哲也                   | 6月25日        |       |       |       |       |       |       |       |       |       |       |       |       |       |       |       |       |       |
| 第12話 | かぐや様は告りたい③                   | 中西やすひろ | 畠山守                | 飛田剛          | 大久保洸太郎 野間聡司 石川洋一 永野美春                                           | 川上哲也                   | 6月25日        |       |       |       |       |       |       |       |       |       |       |       |       |       |       |       |       |       |
| 第12話 | 「二つの告白」前編                    | 中西やすひろ | 畠山守                | 飛田剛          | 大久保洸太郎 野間聡司 石川洋一 永野美春                                           | 川上哲也                   | 6月25日        |       |       |       |       |       |       |       |       |       |       |       |       |       |       |       |       |       |
| 第13話 | 「二つの告白」後編                    | 中西やすひろ | 畠山守                | 菊池貴行        | 太田慎之介 世良コータ 川﨑玲奈 横山穂乃花 水谷雄一郎                              | 品貴孝二 八尋裕子          | 6月25日        |       |       |       |       |       |       |       |       |       |       |       |       |       |       |       |       |       |
| 第13話 | 秀知院は後夜祭                        | 中西やすひろ | 畠山守                | 菊池貴行        | 太田慎之介 世良コータ 川﨑玲奈 横山穂乃花 水谷雄一郎                              | 品貴孝二 八尋裕子          | 6月25日        |       |       |       |       |       |       |       |       |       |       |       |       |       |       |       |       |       |
| TVSP   |                                       |              |                       |                 |                                                                                   |                            |                |       |       |       |       |       |       |       |       |       |       |       |       |       |       |       |       |       |
| 第1話  | 白銀御行は語り合いたい                | 中西やすひろ | 小原正和              | 小原正和        | 永野美春 川﨑玲奈 山崎浩平 矢向宏志                                               | 矢向宏志                   | 2023年 3月31日 |       |       |       |       |       |       |       |       |       |       |       |       |       |       |       |       |       |
| 第1話  | 伊井野ミコは語りたい                  | 中西やすひろ | 小原正和              | 小原正和        | 永野美春 川﨑玲奈 山崎浩平 矢向宏志                                               | 矢向宏志                   | 2023年 3月31日 |       |       |       |       |       |       |       |       |       |       |       |       |       |       |       |       |       |
| 第1話  | 四宮かぐやについて③                   | 中西やすひろ | 小原正和              | 小原正和        | 永野美春 川﨑玲奈 山崎浩平 矢向宏志                                               | 矢向宏志                   | 2023年 3月31日 |       |       |       |       |       |       |       |       |       |       |       |       |       |       |       |       |       |
| 第2話  | 四宮かぐやについて④                   | 中西やすひろ | 川畑喬                | 菊池貴行        | 大久保洸太郎 木藤貴之 吉田和香子 斎藤準一                                         | 岩崎令奈 横山穂乃花        | 2023年 3月31日 |       |       |       |       |       |       |       |       |       |       |       |       |       |       |       |       |       |
| 第2話  | かぐや様は気づかれたい（氷）          | 中西やすひろ | 川畑喬                | 菊池貴行        | 大久保洸太郎 木藤貴之 吉田和香子 斎藤準一                                         | 岩崎令奈 横山穂乃花        | 2023年 3月31日 |       |       |       |       |       |       |       |       |       |       |       |       |       |       |       |       |       |
| 第2話  | かぐや様は許したい（氷）              | 中西やすひろ | 川畑喬                | 菊池貴行        | 大久保洸太郎 木藤貴之 吉田和香子 斎藤準一                                         | 岩崎令奈 横山穂乃花        | 2023年 3月31日 |       |       |       |       |       |       |       |       |       |       |       |       |       |       |       |       |       |
| 第3話  | かぐや様はいただきたい（氷）          | 中西やすひろ | 北村翔太郎            | 北村翔太郎      | 石川洋一 大久保洸太郎 小林茉里奈 石塚みゆき                                       | 針場裕子 太田慎之介        | 4月2日         |       |       |       |       |       |       |       |       |       |       |       |       |       |       |       |       |       |
| 第3話  | 私たちの仮面                          | 中西やすひろ | 北村翔太郎            | 北村翔太郎      | 石川洋一 大久保洸太郎 小林茉里奈 石塚みゆき                                       | 針場裕子 太田慎之介        | 4月2日         |       |       |       |       |       |       |       |       |       |       |       |       |       |       |       |       |       |
| 第3話  | かぐや様は告りたい（氷）              | 中西やすひろ | 北村翔太郎            | 北村翔太郎      | 石川洋一 大久保洸太郎 小林茉里奈 石塚みゆき                                       | 針場裕子 太田慎之介        | 4月2日         |       |       |       |       |       |       |       |       |       |       |       |       |       |       |       |       |       |
| 第4話  | かぐや様はこれでいい                  | 中西やすひろ | 畠山守                | 飛田剛          | 永野美春 湯川純                                                                   | 摺木沙織                   | 4月2日         |       |       |       |       |       |       |       |       |       |       |       |       |       |       |       |       |       |

### 放送局
| 放送期間                               | 放送時間                     | 放送局       | 対象地域   | 備考                                          |
| -------------------------------------- | ---------------------------- | ------------ | ---------- | --------------------------------------------- |
| 2019年1月12日 - 3月30日                | 土曜 23:30 - 日曜 0:00       | TOKYO MX     | 東京都     |                                               |
|                                        |                              | とちぎテレビ | 栃木県     |                                               |
|                                        |                              | 群馬テレビ   | 群馬県     |                                               |
|                                        |                              | BS11         | 日本全域   | BS放送 / 『ANIME+』枠                         |
| 2019年1月13日 - 3月31日                | 日曜 1:55 - 2:25（土曜深夜） | テレビ新潟   | 新潟県     |                                               |
|                                        | 日曜 2:08 - 2:38（土曜深夜） | 毎日放送     | 近畿広域圏 | 製作参加 / 字幕放送 / 『アニメシャワー』第1部 |
|                                        | 日曜 2:29 - 2:59（土曜深夜） | 中京テレビ   | 中京広域圏 | 『チュッキョアニメ』第2部                     |
| 2019年1月14日 - 4月1日                 | 月曜 21:00 - 21:30           | AT-X         | 日本全域   | CS放送 / リピート放送あり                     |
| 各局とも放送前週に放送直前番組を放送。 |                              |              |            |                                               |

| 配信開始日    | 配信時間               | 配信サイト |
| ------------- | ---------------------- | --- |
| 2019年1月14日 | 月曜 12:00 更新        | dアニメストア U-NEXT アニメ放題 GYAO! ニコニコチャンネル バンダイチャンネル FOD dTV Amazon Prime Video ひかりTV ビデオマーケット DMM.com music.jp |
|               | 月曜 23:30 - 火曜 0:00 | AbemaTV |
| 2019年1月15日 | 火曜 0:00 - 0:30       | ニコニコ生放送 |
| 不明          | 不明                   | ビデオパス J:COMオンデマンド Hulu MBS動画イズム TVer Netflix                                                                                      |

| 放送期間                | 放送時間                     | 放送局       | 対象地域   | 備考                               |
| ----------------------- | ---------------------------- | ------------ | ---------- | ---------------------------------- |
| 2020年4月11日 - 6月27日 | 土曜 23:30 - 日曜 0:00       | TOKYO MX     | 東京都     |                                    |
|                         |                              | とちぎテレビ | 栃木県     |                                    |
|                         |                              | 群馬テレビ   | 群馬県     |                                    |
|                         |                              | BS11         | 日本全域   | BS放送 / 『ANIME+』枠              |
| 2020年4月12日 - 6月28日 | 日曜 1:35 - 2:05（土曜深夜） | テレビ新潟   | 新潟県     |                                    |
|                         | 日曜 2:38 - 3:08（土曜深夜） | 毎日放送     | 近畿広域圏 | 製作参加 / 『アニメシャワー』第2部 |
| 2020年4月13日 - 6月29日 | 月曜 21:30 - 22:00           | AT-X         | 日本全域   | CS放送 / リピート放送あり          |

| 配信開始日    | 配信時間               | 配信サイト |
| ------------- | ---------------------- | --- |
| 2020年4月11日 | 土曜 23:30 - 日曜 0:00 | ABEMA |
| 2020年4月14日 | 火曜 12:00 更新        | dアニメストア U-NEXT アニメ放題 GYAO! ニコニコチャンネル バンダイチャンネル FOD dTV Amazon Prime Video ひかりTV ビデオマーケット DMM.com music.jp ビデオパス J:COMオンデマンド Hulu MBS動画イズム TVer Netflix |
|               | 火曜 23:30 - 水曜 0:00 | ニコニコ生放送 |

| 放送期間                  | 放送時間                     | 放送局       | 対象地域   | 備考                               |
| ------------------------- | ---------------------------- | ------------ | ---------- | ---------------------------------- |
| 2022年4月9日 - 6月25日    | 土曜 0:00 - 0:30（金曜深夜） | TOKYO MX     | 東京都     |                                    |
|                           |                              | とちぎテレビ | 栃木県     |                                    |
|                           |                              | 群馬テレビ   | 群馬県     |                                    |
|                           |                              | BS11         | 日本全域   | BS放送 / 『ANIME+』枠              |
| 2022年4月10日 - 6月26日   | 日曜 1:55 - 2:25（土曜深夜） | テレビ新潟   | 新潟県     |                                    |
|                           | 日曜 2:00 - 2:30（土曜深夜） | RKB毎日放送  | 福岡県     |                                    |
|                           | 日曜 2:38 - 3:08（土曜深夜） | 毎日放送     | 近畿広域圏 | 製作参加 / 『アニメシャワー』第2部 |
| 2022年4月12日 - 6月28日   | 火曜 22:00 - 22:30           | AT-X         | 日本全域   | CS放送 / リピート放送あり          |
| 最終回は1時間スペシャル。 |                              |              |            |                                    |

| 配信開始日    | 配信時間                     | 配信サイト |
| ------------- | ---------------------------- | --- |
| 2022年4月9日  | 土曜 0:00 - 0:30（金曜深夜） | ABEMA |
| 2022年4月11日 | 月曜 12:00 更新              | GYAO! ニコニコチャンネル Amazon Prime Video Netflix dアニメストア U-NEXT アニメ放題 バンダイチャンネル Hulu J:COMオンデマンド TELASA みるプラス auスマートパスプレミアム FOD ひかりTV アニメカ WOWOWオンデマンド ビデオマーケット DMM.com music.jp GYAO!ストア HAPPY!動画 ムービーフルplus |
|               | 月曜 23:30 - 火曜 0:00       | ニコニコ生放送 |

| 放送期間               | 放送時間                               | 放送局       | 対象地域   | 備考                                    |
| ---------------------- | -------------------------------------- | ------------ | ---------- | --------------------------------------- |
| 2023年3月31日 - 4月2日 | 3月31日(土曜) 1:55 - 2:55（金曜深夜）  | 毎日放送     | 近畿広域圏 | 第1夜：第1話-第2話                      |
|                        | 4月02日(月曜) 1:50 - 2:50（日曜深夜）  | 毎日放送     | 近畿広域圏 | 第2夜：第3話-第4話                      |
| 2023年4月1日 - 4月2日  | 4月01日(日曜) 3:05 - 4:05（土曜深夜）  | テレビ新潟   | 新潟県     | 第1夜：第1話-第2話                      |
|                        | 4月02日(月曜) 2:25 - 3:25（日曜深夜）  | テレビ新潟   | 新潟県     | 第2夜：第3話-第4話                      |
| 2023年4月5日           | 4月05日(水曜) 23:00 - 1:00（水曜深夜） | TOKYO MX     | 東京都     | 第1話-第4話                             |
|                        |                                        | とちぎテレビ | 栃木県     | 第1話-第4話                             |
|                        | 4月06日(木曜) 0:30 - 2:30（水曜深夜）  | 群馬テレビ   | 群馬県     | 第1話-第4話                             |
|                        |                                        | BS11         | 日本全域   | BS放送 / 第1話-第4話                    |
| 2023年3月31日 - 4月7日 | 3月31日(土曜) 1:55 - 2:55（金曜深夜）  | RKB毎日放送  | 福岡県     | 第1夜：第1話-第2話                      |
|                        | 4月07日(土曜) 2:23 - 3:23（金曜深夜）  | RKB毎日放送  | 福岡県     | 第2夜：第3話-第4話                      |
| 2023年4月8日           | 4月08日(土曜) 19:00 - 21:00            | AT-X         | 日本全域   | CS放送 / リピート放送あり / 第1話-第4話 |

### BD / DVD
| 巻 | 発売日        | 収録話          | 規格品番      | 規格品番      |
| 巻 | 発売日        | 収録話          | BD            | DVD           |
| -- | ------------- | --------------- | ------------- | ------------- |
| 1  | 2019年3月27日 | 第1話 - 第2話   | ANZX-13041/2  | ANZB-13041/2  |
| 2  | 2019年4月24日 | 第3話 - 第4話   | ANZX-13043/4  | ANZB-13043/4  |
| 3  | 2019年5月29日 | 第5話 - 第6話   | ANZX-13045/6  | ANZB-13045/6  |
| 4  | 2019年6月26日 | 第7話 - 第8話   | ANZX-13047/8  | ANZB-13047/8  |
| 5  | 2019年7月24日 | 第9話 - 第10話  | ANZX-13049/50 | ANZB-13049/50 |
| 6  | 2019年8月28日 | 第11話 - 第12話 | ANZX-13051/2  | ANZB-13051/2  |

| 巻 | 発売日         | 収録話          | 規格品番      | 規格品番      |
| 巻 | 発売日         | 収録話          | BD            | DVD           |
| -- | -------------- | --------------- | ------------- | ------------- |
| 1  | 2020年6月24日  | 第1話 - 第2話   | ANZX-13751/2  | ANZB-13751/2  |
| 2  | 2020年7月29日  | 第3話 - 第4話   | ANZX-13753/4  | ANZB-13753/4  |
| 3  | 2020年8月26日  | 第5話 - 第6話   | ANZX-13755/6  | ANZB-13755/6  |
| 4  | 2020年9月30日  | 第7話 - 第8話   | ANZX-13757/8  | ANZB-13757/8  |
| 5  | 2020年10月28日 | 第9話 - 第10話  | ANZX-13759/60 | ANZB-13759/60 |
| 6  | 2020年11月25日 | 第11話 - 第12話 | ANZX-13761/2  | ANZB-13761/2  |

| 巻 | 発売日         | 収録話          | 規格品番      | 規格品番      |
| 巻 | 発売日         | 収録話          | BD            | DVD           |
| -- | -------------- | --------------- | ------------- | ------------- |
| 1  | 2022年6月29日  | 第1話 - 第2話   | ANZX-15271/2  | ANZB-15271/2  |
| 2  | 2022年7月27日  | 第3話 - 第4話   | ANZX-15273/4  | ANZB-15273/4  |
| 3  | 2022年8月31日  | 第5話 - 第6話   | ANZX-15275/6  | ANZB-15275/6  |
| 4  | 2022年9月28日  | 第7話 - 第8話   | ANZX-15277/8  | ANZB-15277/8  |
| 5  | 2022年10月26日 | 第9話 - 第10話  | ANZX-15279/80 | ANZB-15279/80 |
| 6  | 2022年11月23日 | 第11話 - 第13話 | ANZX-15281/2  | ANZB-15281/2  |

| 巻 | 発売日       | 収録話 | 規格品番      | 規格品番   | 規格品番      | 規格品番   |
| 巻 | 発売日       | 収録話 | BD限定版      | BD通常版   | DVD限定版     | DVD通常版  |
| -- | ------------ | ------ | ------------- | ---------- | ------------- | ---------- |
| 1  | 2023年6月7日 | 全4話  | ANZX-14049/50 | ANSX-14049 | ANZB-14049/50 | ANSB-14049 |

### CD
| 発売日        | タイトル                                                                                      | 規格品番     |
| ------------- | --------------------------------------------------------------------------------------------- | ------------ |
| 2020年3月25日 | 「かぐや様は告らせたい？～天才たちの恋愛頭脳戦～」キャラクターソング01 四宮かぐや（古賀 葵）  | SVWC-70475   |
| 2020年5月27日 | 「かぐや様は告らせたい？～天才たちの恋愛頭脳戦～」キャラクターソング02 藤原千花（小原好美）   | SVWC-70476   |
| 2020年6月17日 | 「かぐや様は告らせたい？～天才たちの恋愛頭脳戦～」キャラクターソング03 伊井野ミコ（富田美憂） | SVWC-70477   |
| 2022年4月27日 | KAGUYA ♡ ULTRA BEST                                                                           | SVWC-70584/5 |

### アプリ
かぐや様は告らせたいボイスアラーム
2023年3月28日にNextNinjaが発売。かぐや＆千花（初回起動時に二人のどちらかを選択）がこのアプリだけの録りおろしボイスで時間を知らせる。アラームアプリ限定の描きおろしイラストも収録されている。

### イベント
かぐや様は告らせたい on Stage 〜秀知院音楽譚〜
2020年10月25日にサンシティ越谷にて開催のスペシャルイベント。当日は映画館でのライブビューイングとdアニメストアでのライブ配信も行われた。2021年2月24日には映像ソフトとして発売。主要キャラクターを演じる声優陣と主題歌歌手が出演し、声優陣によるコントや朗読劇、主題歌やキャラクターソングの披露が行われた。

### 関連Webラジオ
『告RADIO』を参照。

## パチンコ
- Pフィーバーかぐや様は告らせたい（2023年10月、SANKYO）[83]

## 実写作品

### 実写映画

#### かぐや様は告らせたい～天才たちの恋愛頭脳戦～
2019年9月6日より公開。ナレーションは佐藤二朗。テレビアニメ版でかぐやを演じた古賀葵がゲスト出演している。公開後初週末の土日2日間（9月7日〜8日）の全国映画動員ランキングで1位を記録した。
2021年1月5日に地上波初放送、世帯視聴率は4.0%（ビデオリサーチ調べ、関東地区）。
2021年2月3日より、Amazonプライム・ビデオ にて独占配信開始。映画が収録されたDVDおよびBlu-rayと、映画および特典映像が収録された『豪華版』のDVD BOX（4枚組）およびBlu-ray BOX（4枚組）が2020年3月13日に発売された。
2020年3月19日発表のオリコン週間ランキングで、DVD 1.5万枚、BD　1.9万枚を売り上げ、映画DVD部門 1位（DVD総合 2位）、映画BD部門 1位（BD総合 2位）を獲得した。2020年度 TSUTAYA年間ランキングで、レンタルDVD邦画部門 5位（レンタルDVD総合 13位）を獲得した。
スタッフ（第1作）
- 原作 - 赤坂アカ『かぐや様は告らせたい〜天才たちの恋愛頭脳戦〜』（集英社「週刊ヤングジャンプ」連載）[9]
- 監督 - 河合勇人[9]
- 脚本 - 徳永友一[9]
- 企画プロデュース - 平野隆[95]
- 音楽 - 遠藤浩二
- 製作代表 - 横井仁、藤島ジュリーK.、市川南、中野伸二、北畠輝幸、赤星哲、下田淳行、吉田尚子、弓矢政法、佐藤泉、小玉満、田中祐介
- プロデューサー - 刀根鉄太、辻本珠子、下田淳行
- 共同プロデューサー - 大脇拓郎、原公男
- ラインプロデューサー - 及川義幸
- アソシエイトプロデューサー - 中島直人
- 音楽プロデューサー - 杉田寿宏
- 撮影 - 花村也寸志
- 照明 - 永田英則
- 美術 - 林田裕至、三藤秀仁
- 装飾 - 山田好男
- 録音 - 石寺健一
- 音響効果 - 赤澤勇二
- 編集 - 瀧田隆一、田端華子
- VFXスーパーバイザー - 小坂一順
- VFXプロデューサー - 塙芽衣
- スクリプター - 長坂由起子
- 衣装 - 井手珠美
- ヘアメイク - 宮内三千代
- 助監督 - 吉村達矢
- 制作担当 - 保中良介
- 企画協力 - 集英社 週刊ヤングジャンプ編集部（嶋智之、板谷智崇、酒井浩希）
- 配給 - 東宝[9]
- 制作プロダクション - ツインズジャパン[95]
- 製作幹事 - TBSテレビ
- 製作 - 映画『かぐや様は告らせたい』製作委員会[95]（TBSテレビ、ジェイ・ストーム、東宝、毎日放送、集英社、CBCテレビ、ツインズジャパン、TCエンタテインメント、ジェイアール東日本企画、RKB毎日放送、北海道放送、GYAO）

楽曲（第1作）
主題歌
King & Prince「koi-wazurai」（Johnnys' Universe）
作詞・作曲：栗原暁（Jazzin'park）、前田佑 / 編曲：ha-j、前田佑、栗原暁（Jazzin'park）
挿入歌
DAOKO「はじめましての気持ちを」（TOY'S FACTORY）
作詞：DAOKO / 作曲・編曲：神山羊
劇中使用曲
チェッカーズ「涙のリクエスト」
作詞：売野雅勇 / 作曲：芹澤廣明
「ソーラン節」
編曲：森いづみ / 歌唱：山本謙司
「君色メロディー☆」
作詞：ZENJI-M®RU / 作曲：森いづみ / 歌唱：長谷川瑞
「情熱大陸オープニングテーマ」
作曲：葉加瀬太郎
「Etupirka」
作曲：葉加瀬太郎
テレビ放送（第1作）
| 回 | 放送日        | 放送時間      | 放送局 | 放送枠   | 視聴率 | 備考         |
| -- | ------------- | ------------- | ------ | -------- | ------ | ------------ |
| 1  | 2021年1月5日  | 20:57 - 23:15 | TBS    | （なし） | 4.0%   | 地上波初放送 |
| 2  | 2021年7月29日 | 21:00 - 22:57 | TBS    | （なし） |        | 特別編集版   |

#### かぐや様は告らせたい〜天才たちの恋愛頭脳戦〜 ファイナル
2021年1月5日の前作放送の番組内で同年夏に続編が公開されることが発表された。
4月19日に正式タイトルと公開日が発表されると同時に主要キャストは前作から続投し、あわせてミコ役を影山優佳が演じることも発表され、5月17日には、つばめ役を福原遥がテレビアニメ版と同役で演じることも発表されている。
2021年8月20日、TOHOシネマズ 六本木ヒルズ 13:10の回上映終了後に初日舞台挨拶を行い、同年8月21日の同会場 9:10の回上映開始前に公開記念舞台挨拶を行い、その模様が全国の劇場に生中継された。
実写映画第2作と併せて撮影されたミニエピソード集『かぐや様は告らせたい〜天才たちの恋愛頭脳戦〜ミニ』が、2021年6月1日よりAmazonプライム・ビデオ にて配信が開始された（Hulu、Paraviでは8月1日より配信開始）。全5話（各10分弱）。
なお、この実写化の撮影中、赤坂アカと横槍メンゴが現場を訪れたことが【推しの子】共同執筆へと繋がっている。
スタッフ（第2作）
- 原作 - 赤坂アカ『かぐや様は告らせたい〜天才たちの恋愛頭脳戦〜』（集英社「週刊ヤングジャンプ」連載）
- 企画プロデュース - 平野隆
- 監督 - 河合勇人
- 脚本 - 徳永友一
- 音楽 - 遠藤浩二
- プロデューサー - 刀根鉄太、辻本珠子、下田淳行
- 共同プロデューサー - 大脇拓郎、原公男
- ラインプロデューサー - 及川義幸
- 音楽プロデューサー - 溝口大悟
- 撮影 - 花村也寸志
- 照明 - 永田英則
- 録音 - 渡辺真司
- 美術 - 倉本愛子
- 装飾 - 山田好男
- 編集 - 瀧田隆一、田端華子
- VFXスーパーバイザー - 小坂一順
- VFXプロデューサー - 塙芽衣
- スクリプター - 杉本友美
- 衣装 - 井手珠美
- ヘアメイク - 澤田久美子
- 助監督 - 塩崎遵
- 制作担当 - 堤健太
- アソシエイトプロデューサー - 韮澤享峻
- エンディングダンス振付 - ＴＡＭＭＹ ＬＹＮ
- フォークダンス振付・指導 - 前田千代、菊池明香
- 応援団指導 - 横尾朗大
- 弓道指導 - 福場明彦、湯澤伸一
- 十二単衣着付け - 國見大、栗原麻友
- 制作経理 - 砂田優子
- 配給 - 東宝
- 制作プロダクション - ツインズジャパン
- 製作幹事 - TBSテレビ
- 製作 - 『かぐや様は告らせたい ファイナル』製作委員会（TBSテレビ、ジェイ・ストーム、東宝、毎日放送、集英社、CBCテレビ、ツインズジャパン、TCエンタテインメント、ジェイアール東日本企画、RKB毎日放送、北海道放送、GYAO

楽曲（第2作）
主題歌
King & Prince「恋降る月夜に君想ふ」（Johnnys' Universe）

挿入歌
Ado「会いたくて」（ユニバーサル ミュージック）
作詞・作曲：みゆはん / 編曲：みきとP
テレビ放送（第2作）
| 回 | 放送日        | 放送時間      | 放送局 | 放送枠   | 備考         |
| -- | ------------- | ------------- | ------ | -------- | ------------ |
| 1  | 2024年7月22日 | 21:00 - 22:57 | TBS    | （なし） | 地上波初放送 |

## コラボレーション

### アニメ
Shadowverse
2021年3月30日からには、「shadowverse」×「かぐや様は告らせたい？天才たちの恋愛頭脳戦」として、コラボが実装された。「四宮かぐや」「白銀御行」「藤原千花」がリーダースキンとして登場し、コラボエンブレムや称号、スリーブも登場した。
雀魂
2022年4月17日からには、「四宮かぐや」「白銀御行」「早坂愛」「白銀圭」がコラボ雀士として登場した。雀士として使う際、録り下ろしボイスが多数収録されている。
読売ジャイアンツ
2022年5月25日には、「読売ジャイアンツ」対「オリックス・バファローズ戦で、コラボナイターが実施された。「四宮かぐや」役の声優「古賀葵」と「石上優」役の「鈴木崚汰」が、始球式や場内アナウンス、などの場内イベントを行った。また、対象の座席を購入した際には、コラボビジュアルによるオリジナルベースボールカードが特典としてついてきた。他にも、プレイヤーズフェイスタオルがキャラクターカラーの特別バージョンを通販サイトと直営ショップにて販売していた。
カラオケの鉄人
2022年12月14日からには、コラボメニューや、コラボグッズが販売された。また、コンセプトルームや、コラボメニューの販売があった。他にも、グッズ販売があり、店頭だけでなく、通販でも発売しており、通販限定のものもあった。
モンスターストライク
2023年4月6日にはには、「モンスターストライク」×「かぐや様は告らせたい-ファーストキッスは終わらない-」として、コラボが実装された。イベントガチャにて、「四宮かぐや」「白銀御行」「早坂愛」が登場した。また、クエストクリア報酬にて、「藤原千花」が入手できた。

### 実写
セブン-イレブン
2019年9月3日よりコラボが開催された。炭酸飲料MATCHを二本同時購入で、限定MATCHコラボデザインのオリジナルミニクリアフォルダーが入手できた。クリアフォルダーには、「白銀御行」役の「平野紫耀」が登場している。
ふくや
ふくやから発売している、明太王鯖のコラボ商品として「明太王鯖-頭脳缶-」が販売された。また、購入特典として、先着順でオリジナルステッカーを配布していた。